# 新幹線N700系電聯車
新幹線N700系電聯車（日语：新幹線N700系電車），是日本新幹線（高速鐵路）系統中以原本的700系列車為基礎改良而成。东海旅客铁道（JR東海）、西日本旅客铁道（JR西日本）與九州旅客铁道（JR九州）拥有的新干线列車。
N700系電聯車在2007年7月1日開始營運，擁有較原本的700系更高的最大過彎車速（285公里/小時）與最大營運車速（300公里/小時）。

## 概要
东海道、山阳新干线使用0番台、1000番台、2000番台、3000番台、4000番台、5000番台，山阳、九州新干线使用7000番台、8000番台。0番台和3000番台的出现是取代前辈0系和100系，在2007年7月1日的时刻表调图时开始投入运营，7000番台和8000番台在2011年3月12日时九州新干线博多站-新八代站的开通，山阳、九州新干线开始直通运行以及替换剩余的100系为目的开始投入运营；改良型称呼N700A的1000番台作为替换700系主要目的在2013年2月8日起开始投入运营。
整车设计是由于TDO部门（交通设计组织）福田哲夫主导，0番台和3000番台在2007年10月1日获得财团法人日本工业设计振兴会的2007年度好設計獎金奖（商品设计部门），2008年铁道友之会的藍絲帶獎。7000番台・8000番台于2011年8月获得布鲁内尔奖（车辆部门），2011年10月3日获得日本优秀设计奖（运输、产业、土木建筑相关的车辆、船舶、相关设备）。
N700系是以原本的700系列車為基礎改良而成，进一步以高速性和舒适性、环境性能提高的两立作为目标，由东海旅客铁道（JR東海）與西日本旅客铁道（JR西日本）兩家主要的鐵路公司所共同開發，东海道、山阳新干线专用的16节编组列车登场，同样以此为基础，JR西日本和九州旅客铁道（JR九州）共同开发的山阳、九州新干线专用的8节编组列车的量产试制车登场。
N700在2002年7月的計劃起草初期原名700N，但在2004年時正式定名為目前的「N700」，並於該年5月28日時發表新車種的技術細節。N700的「N」字帶有嶄新（New）、次世代（Next）的意味，因為這電聯車上啟用了多种現有新幹線列車尚未使用過的新技術。
各车辆号码方面，以700系的绿色车厢为710型，普通车廂为720型相对，本系列的绿色车厢为770型，普通车廂为780型，九州新干线直通用的绿色、普通混合车廂为760型（766型6号）。
编组符号方面，JR東海拥有16辆編组的Z编组、X编组，和N700A的G编组，JR西日本拥有16辆編组的N编组、K编组，N700A的F编组和8辆編组的S编组，JR九州拥有8辆編组的R编组，车辆番台划分为0番台（Z编组）（改造后的编组为X编组2000番台）、1000番台（G编组）、3000番台（N编组）（改造后的编组为K编组5000番台）、4000番台（F编组）、7000番台（S编组）、8000番台（R编组）。

## 簡介

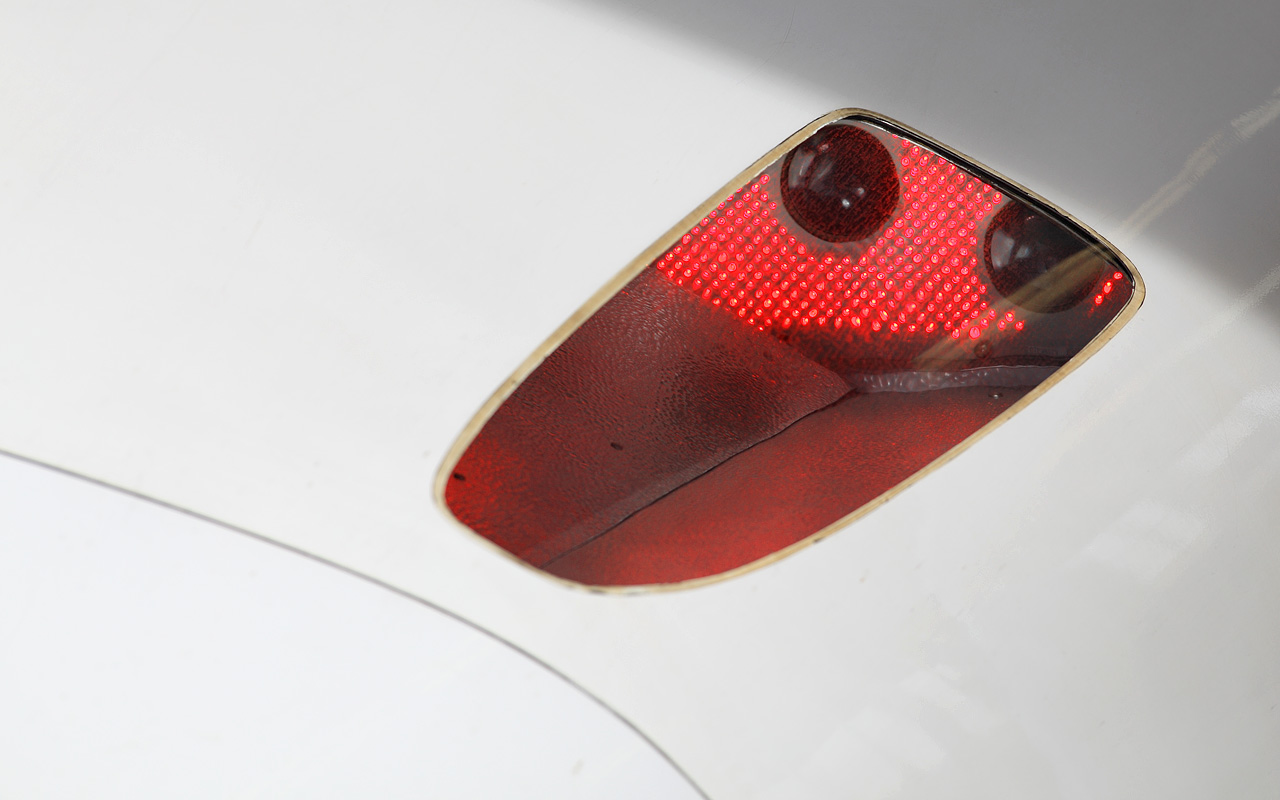
N700系车灯

如同它的前輩700系列車，其主要的訴求是以盡可能提升列車在全線上的「平均車速」而非追求直線段上的最高車速，N700系列車的主要開發理念也是圍繞在如何提升運行時的平均車速上。針對這种需求，N700系列車是新幹線各系列裡面第一輛導入利用空氣彈簧使車體傾斜過彎的車種，這是一種屬於擺錘式列車設計的概念。
雖然在日本的在來線（也就是原有的1,067mm軌距鐵路網）系統中早已經使用擺錘式列車多年，而歐洲也早已經有ICE-T、Pendolino等使用擺錘原理的高速鐵路列車。但隨著N700系列車投入商業營運，該車系也立即成為全球速度最快擺錘列車。
與一般使用油壓原理、傾斜度較大的擺錘式設計不大一樣，N700系列車利用空氣彈簧原理來運作的系統，其最大傾斜角只有很少的1度；但仍足以讓N700系列車在原本限速255公里/小時的2500公尺彎道半徑區間（東海道新幹線的曲率標準），提升過彎速度到270公里/小時。因此，雖然N700系列車在東京至新大阪之間的東海道新幹線上仍保持原本的270公里/小時的最高營運車速，但是由於過彎速度提升到與直線段速度接近，因此總行車時間仍能縮減5分鐘左右。
至於在較晚建設、路線較平直的山陽新幹線上，N700系列車將可由700系列車原本的285公里/小時最高營運車速，一舉提升到與500系列車不相上下的300公里/小時。

## 構造

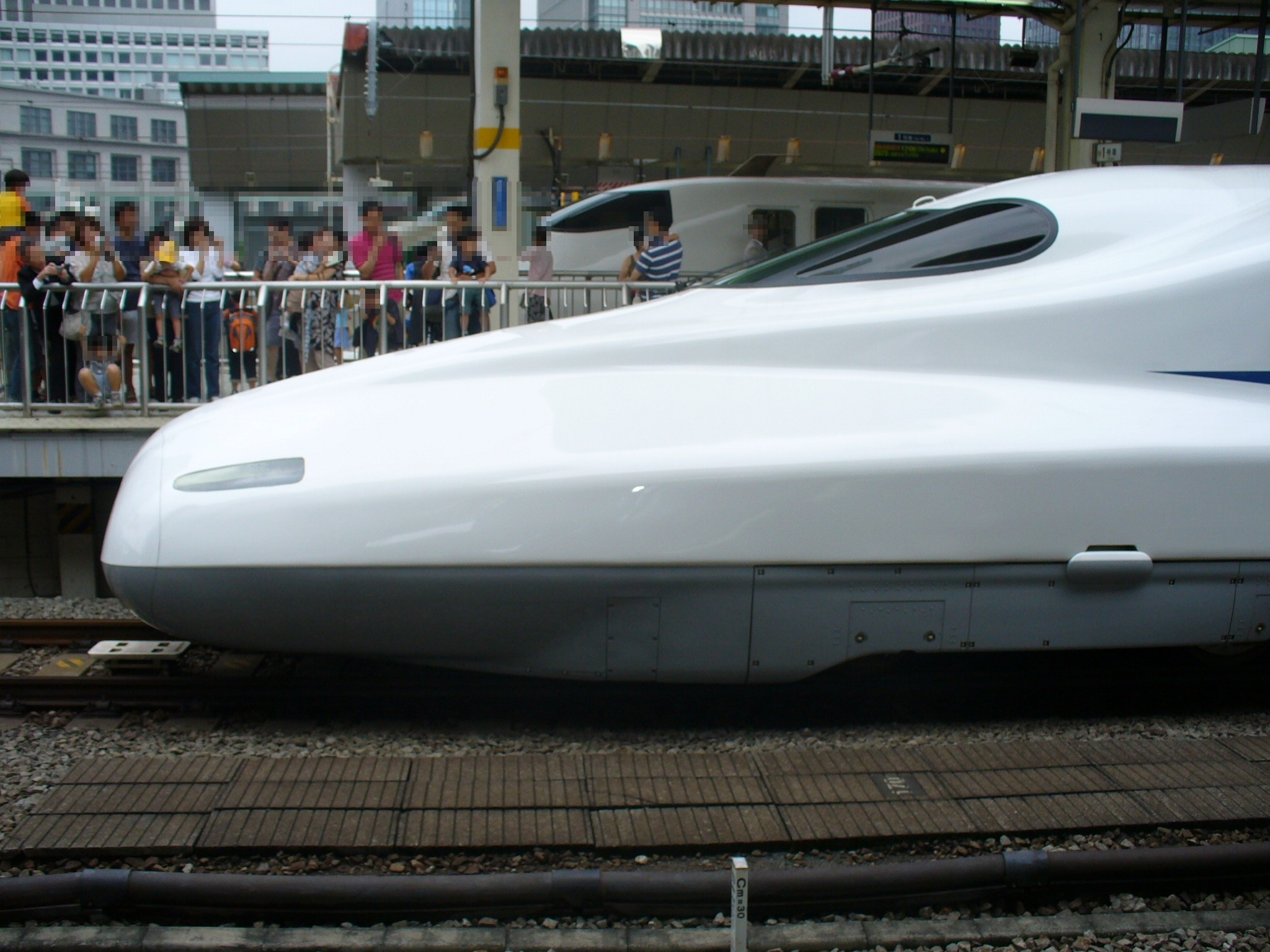
N700“气动双翼”的獨特空氣動力造型車鼻

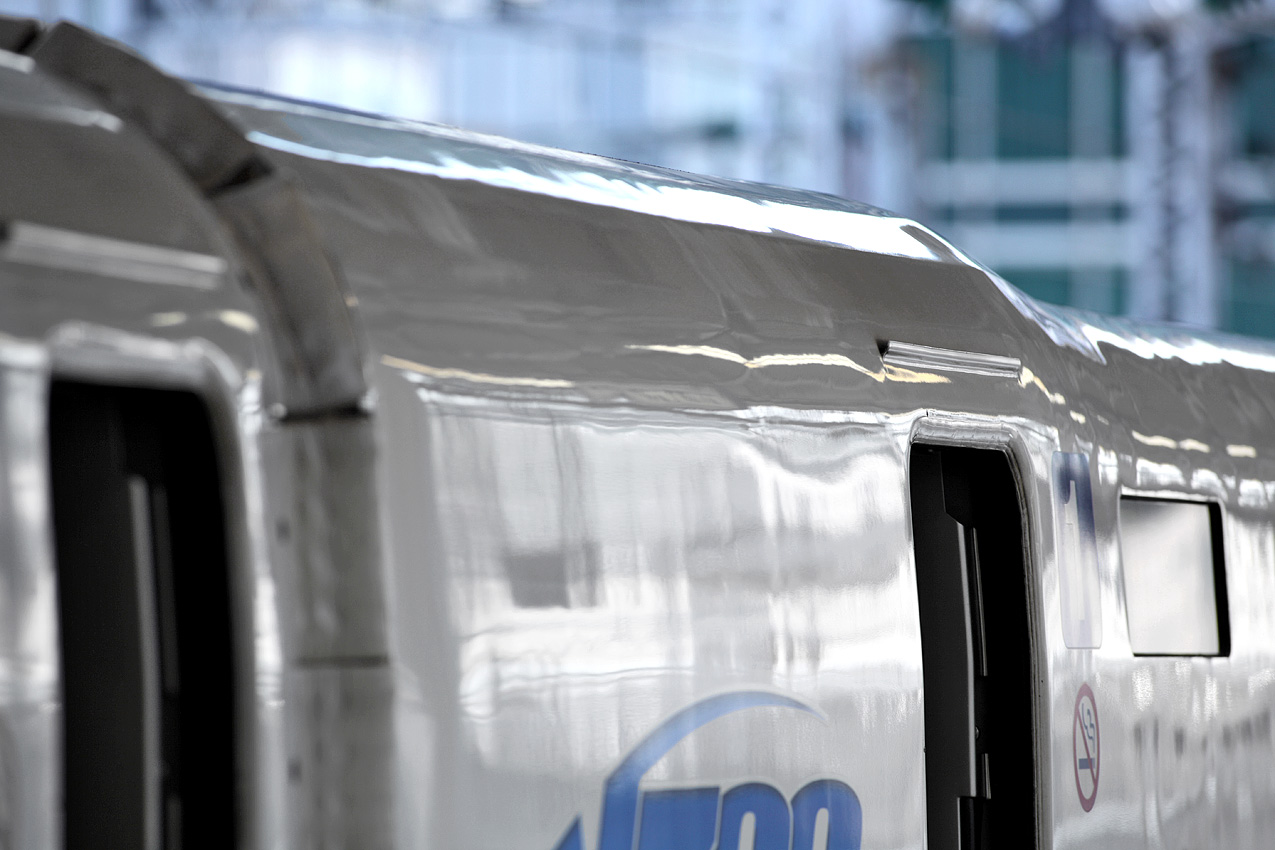
N700系车头与车厢的高度差位

總車高度較700系低了5公分，N700系與原本700系車種在外觀上最大的差異，在於其被稱為「氣動雙翼」（Aero Double-Wing）的獨特空氣動力造型車鼻。利用原本是用來開發飛機機翼的遺傳演算法（Genetic Algorithms，GA）技術，再輔以實際的風洞測試設計而出，N700系的車鼻較700系列拉長不少，達到10.7公尺的長度（700系被稱為「氣動流線」Aero Stream的車鼻長9.2公尺）。改良過的車鼻造型不僅擁有較低阻力的優點，更重要的是它能大幅降低新幹線運行時長期為人所詬病的外部噪音，尤其是在隧道中的音爆問題和微壓氣波（早期修築的隧道由於斷面較小，因此較易有此問題）。但由於N700系採用了不同的前方車門設計，因此縱使車鼻佔去不少長度，N700系的一號車仍能乘坐與700系或300系列車一號車相同的乘客數。
N700系的另一個改良重點，在於乘坐舒適性的提升。原本在部分700系列車上使用的半自動懸吊系統（Semi-Active Suspension）在N700系上變成全面配置的裝備，能有效抑制行車時的車廂震動問題。在700系的車廂連結處原本就已經配置的非線性彈簧與避震阻尼系統，除了繼續在N700系上沿用之外，更進一步由原本只有左右晃動緩衝的版本，改良為上下左右晃動都有緩衝的全方向性設計，對車廂晃動與噪音的抑制很有幫助。N700系是日本新幹線系統第一輛採用數位自動列車控制系統（D-ATC）的車輛，這套系統不只能提升列車加速度30%的水準（由2.0公里/小時/秒增加到2.6公里/小時/秒，這加速度已經與一般加減速較為激烈的市區通勤電車同等），配合上新型的煞車系統，也具有讓N700系的減速動作更緩和的功能，因此間接地提升了N700系在縱向運動上的舒適表現。

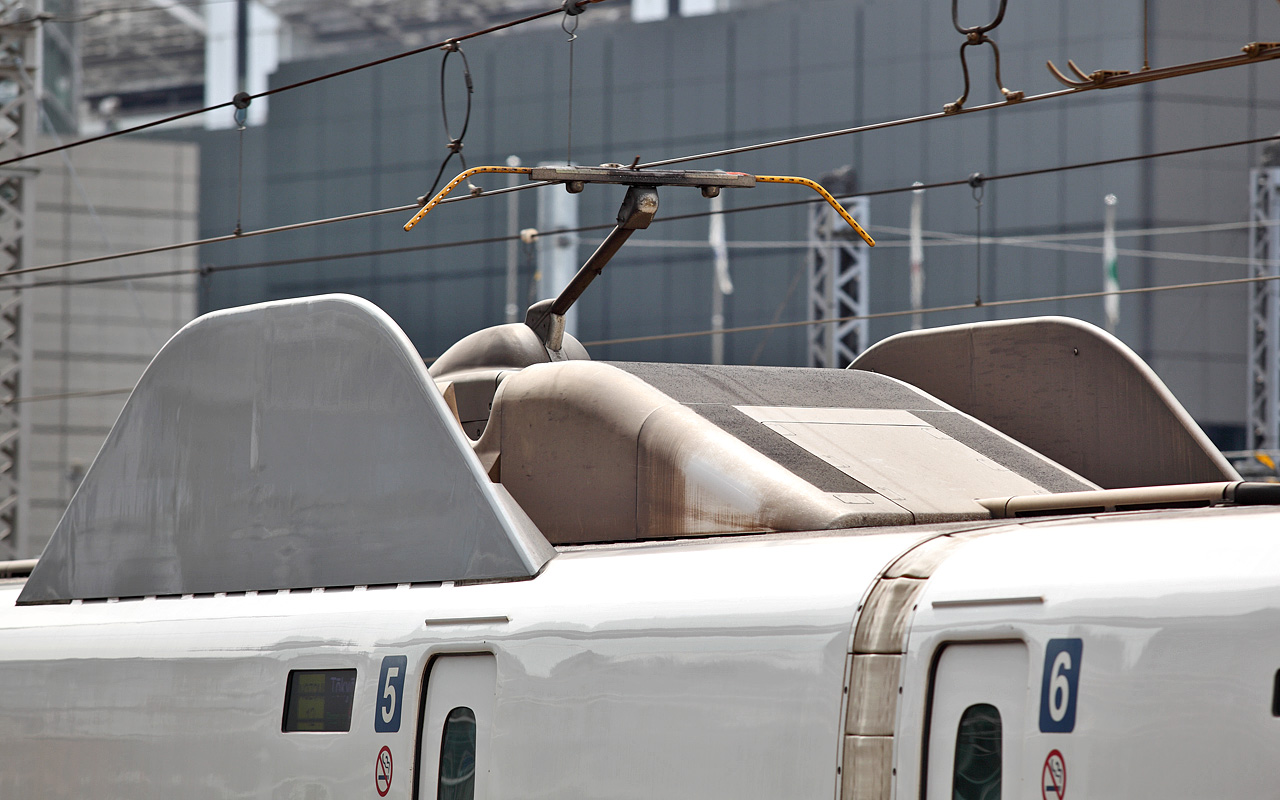
N700系的集電弓

由於使用輕量化的鋁合金擠出加工大型材雙皮層（Double skin）構體材料製造車體，因此N700系較700系在總重上輕量了1%的水準。動力表現方面，N700系採用14M2T的動力車/拖車比（M/T比）設定較700系的12M4T分散，每架牽引電動機的輸出約305千瓦，使整列列車16輛的編組擁有17,080千瓦的輸出表現。與13,200千瓦的700系，甚或17,600千瓦(W2-W9編組)/18,240千瓦(W1編組)的500系相比，雖然輸出較高，但因為N700系在空氣阻力等方面表現較佳，不需在進彎前減速浪費動能，再加上新的煞車系統具有制動時利用再生制動發電回充，其總體的營運耗能反而比700系還少，是新車型的主打特色之一（以0系列車時速220km/h運行狀態消耗電能100%計算。在270km/h運行狀態，N700系消耗電能68%，700系則是84%，約相差16%）。
在造價方面，N700系的製造成本大約比700系多出1倍（每列48億日圓）。

## 保有狀況
（截至2025年6月22日）
- JR東海 - 1312輛
  - 16輛編組（G編組、1000番台）×26列 = 416輛（東京車輛所配屬）
  - 16輛編組（X編組、2000番台）×15列 = 240輛（東京車輛所配屬）
  - 16輛編組（G編組、1000番台）×25列 = 400輛（大阪車輛所配屬）
  - 16輛編組（X編組、2000番台）×16列 = 256輛（大阪車輛所配屬）
- JR西日本 - 784輛
  - 16輛編組（F編組、4000番台）×24列 = 384輛（博多綜合車輛所配屬）
  - 16輛編組（K編組、5000番台）×15列 = 240輛（博多綜合車輛所配屬）
  - 8輛編組（P編組、6000番台）×1列 = 8輛（博多綜合車輛所配屬）
  - 8輛編組（S編組、7000番台）×19列 = 152輛（博多綜合車輛所配屬）
- JR九州 - 88輛
  - 8輛編組（R編組、8000番台）×11列 = 88輛（熊本綜合車輛所配屬）
- 合計2184輛

### 編組數量
- 數據為每年4月1日資料

| 年   | Z編组 （0番台、 9000番台） | G編組 （1000番台）  | X編組 （2000番台、 9000番台） | N編組 （3000番台） | F編組 （4000番台）  | K編組 （5000番台）  | S編組 （7000番台） | R編組 （8000番台） | 備註 |
| 年   | JR東海                     | JR東海              | JR東海                        | JR西日本           | JR西日本            | JR西日本            | JR西日本           | JR九州             | 備註 |
| 年   | ×16輛 （N700）             | ×16輛 （新製N700A） | ×16輛 （改造N700A）           | ×16輛 （N700）     | ×16輛 （新製N700A） | ×16輛 （改造N700A） | ×8輛               | ×8輛               | 備註 |
| ---- | -------------------------- | ------------------- | ----------------------------- | ------------------ | ------------------- | ------------------- | ------------------ | ------------------ | --- |
| 2005 | 0+1                        |                     |                               |                    |                     |                     |                    |                    | 2005年新製Z0編組（9000番台）                                                                                      |
| 2006 | 0+1                        |                     |                               |                    |                     |                     |                    |                    | |
| 2007 | 5+1                        |                     |                               | 1                  |                     |                     |                    |                    | N700系投入商业化运营，量產車（Z編组0番台、N編组3000番台）亦投入营运。                                             |
| 2008 | 17+1                       |                     |                               | 8                  |                     |                     | 1                  |                    | 新製山陽、九州新幹線直通用S編組量产试制车                                                                         |
| 2009 | 33+1                       |                     |                               | 9                  |                     |                     | 1                  |                    | |
| 2010 | 49+1                       |                     |                               | 14                 |                     |                     | 1                  |                    | [ 3 ] |
| 2011 | 65+1                       |                     |                               | 16                 |                     |                     | 9                  | 10                 | 九州新幹線全線通車                                                                                                |
| 2012 | 80+1                       |                     |                               | 16                 |                     |                     | 19                 | 10                 | 100系、300系退出營運                                                                                              |
| 2013 | 80+1                       | 6                   |                               | 16                 |                     |                     | 19                 | 11                 | JR東海所属G編组1000番台「N700A」投入营运                                                                          |
| 2014 | 48                         | 13                  | 32+1                          | 13                 | 1                   | 3                   | 19                 | 11                 | JR西日本所属F編组4000番台「N700A」投入营运 同等与N700A性能改造的N700系X編组2000番台、K編组5000番台「N700A」登場。 |
| 2015 | 11                         | 19                  | 69+1                          | 5                  | 1                   | 11                  | 19                 | 11                 | |
| 2016 |                            | 25                  | 80+1                          |                    | 5                   | 16                  | 19                 | 11                 | Z編組0番台→X編組2000番台、N編組3000番台→K編組5000番台改造完成                                                     |
| 2017 |                            | 32                  | 80+1                          |                    | 9                   | 16                  | 19                 | 11                 | |
| 2018 |                            | 39                  | 80+1                          |                    | 13                  | 16                  | 19                 | 11                 | |
| 2019 |                            | 46                  | 80                            |                    | 17                  | 16                  | 19                 | 11                 | X0編組（9000番台）廢車                                                                                            |
| 2020 |                            | 51                  | 80                            |                    | 24                  | 16                  | 19                 | 11                 | |
| 2021 |                            | 51                  | 71                            |                    | 24                  | 16                  | 19                 | 11                 | X編組2000番台開始廢車                                                                                             |
| 2022 |                            | 51                  | 58                            |                    | 24                  | 16                  | 19                 | 11                 | |
| 2023 |                            | 51                  | 45                            |                    | 24                  | 16                  | 19                 | 11                 | |
| 2024 |                            | 51                  | 37                            |                    | 24                  | 16                  | 19                 | 11                 | |

1. ↑  表中Z编组数量后方「+1」为Z0編組。Z0編组原則上并没有营业运用，所以在本表以此记述。
2. ↑  表中X编组数量后方「+1」为X0編組。X0編组原則上并没有营业运用，所以在本表以此记述。

## 山陽、九州新幹線直通專用車輛（N700系7000番台、8000番台）
為了因應九州新幹線鹿兒島路線全線通車及開行該路線與山陽新幹線直通列車的需求，因此JR西日本、JR九州決定以N700系列車為基礎共同開發新款列車，並定名為7000、8000番台，每列編組為8輛，且為因應行駛在九州新幹線區間的最大35‰陡坡路線，故全部車廂均為動力車廂。
JR西日本於2008年10月17日公開發表量產前的原型車訂編號為N700系7000番台，編組代號S。10月21日起在博多綜合車輛所與博多之間開始進行試車工作，10月24日試車路段更進一步延長到博多 - 新山口之間，爾後陸續在姬路 - 博多之間試車，並進入新大阪站。至於採相同設定但由JR九州所營運的版本則將編號訂為N700系8000番台，編組代號R，以與JR西日本的車輛作區隔。
新的直通列車名稱為「櫻」（さくら，Sakura）及「瑞穗」（みずほ，Mizuho），JR西日本和JR九州總共分別製造19列（S編組）及11列（R編組），於2011年3月12日開始運行。
7000番台與8000番台無論在外型上、構造上均沒有分別。編為7000番台的原因是JR西日本慣性將7000番台的列車是原版本的8輛編組縮短版（例如500系7000番台、700系7000番台）。至於8000番台則用來區別該列車所屬為JR九州。順帶一提它們的一個分別在於車內廣播的時候，7000番台的廣播提示音樂會使用JR西日本的版本，而8000番台會由一貫為九州新幹線編寫車內廣播及發車鈴聲的作曲家向谷實所作的鈴聲。該鈴聲也有用於現時的800系列車身上。
7000番台與8000番台雖然和多數列車一樣設置綠色車廂(Green Car)，但其指定席座位與綠色車廂採用一樣的2+2配置。

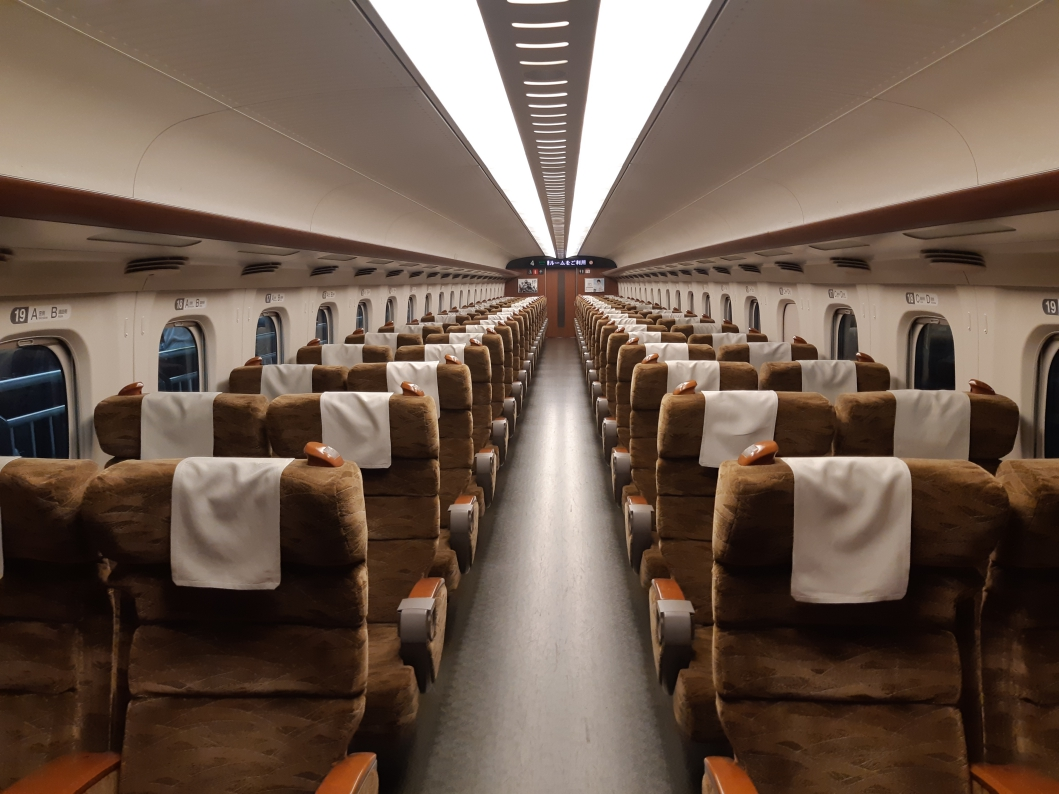
N700系7000(8000)番台指定席車廂內裝，採與綠色車廂相同的2+2座位配置
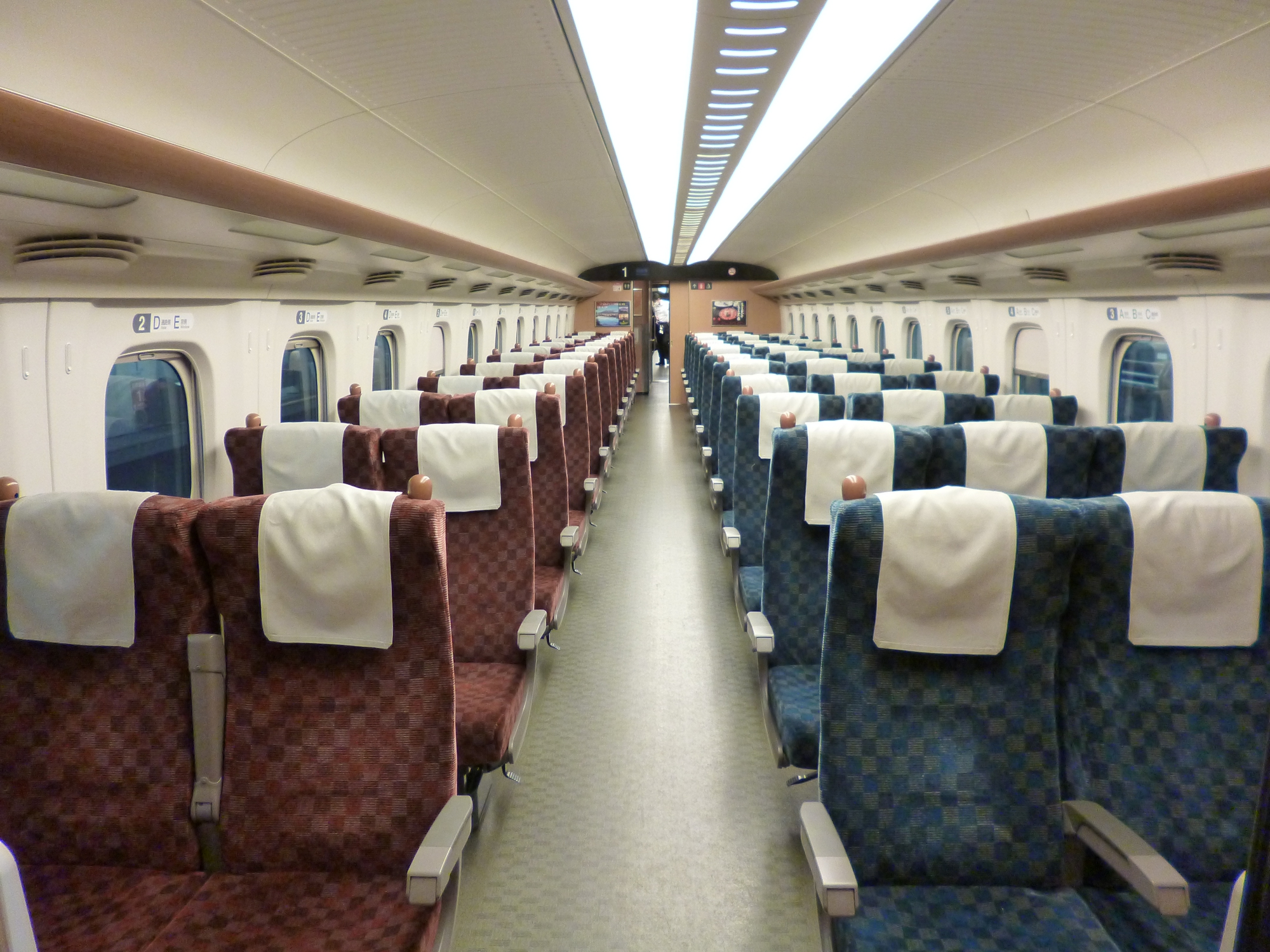
N700系7000(8000)番台自由席車廂內裝
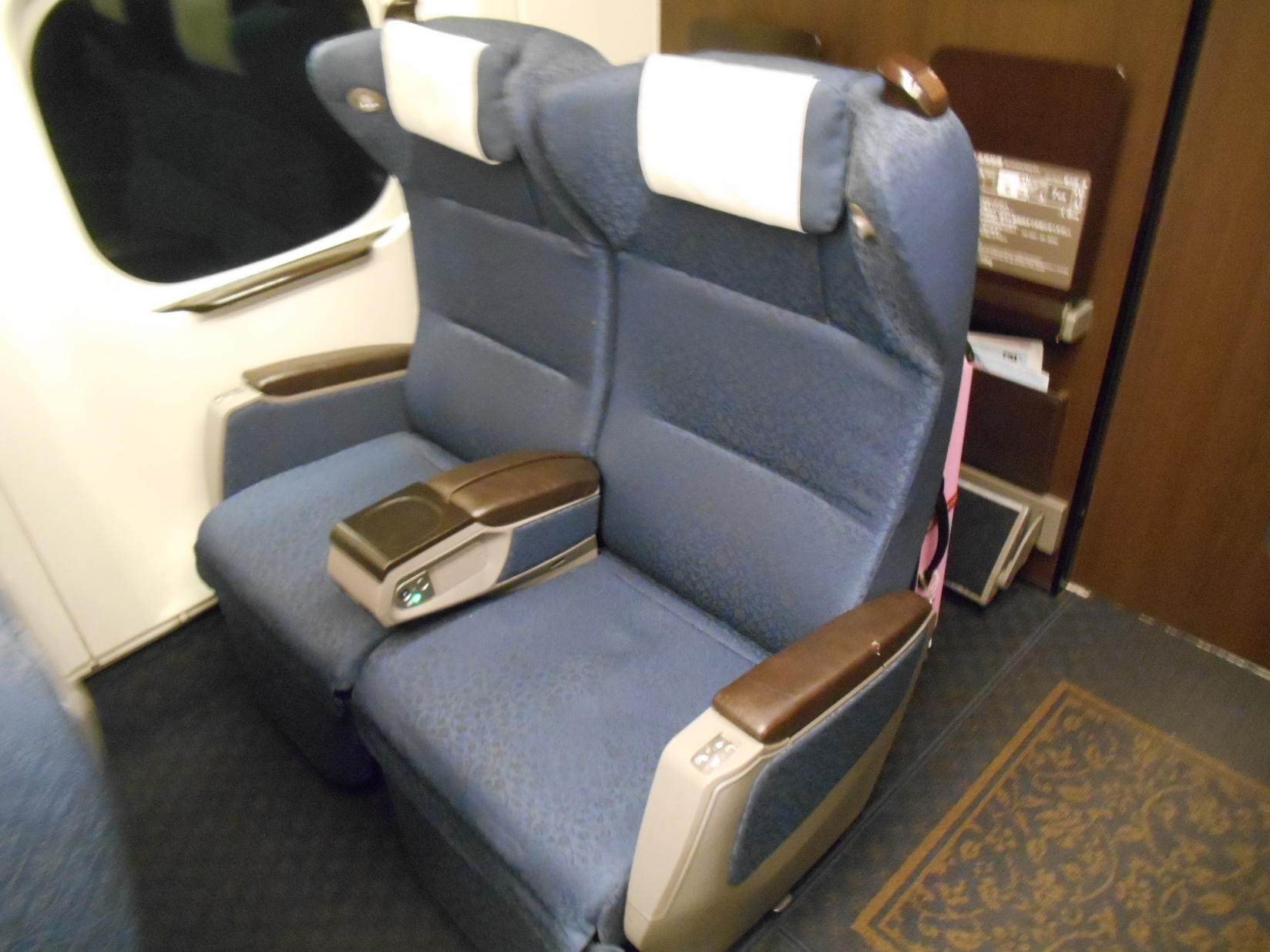
N700系7000(8000)番台綠色車廂座椅

N700系（S編组、R编组） 編组表
|          |          | ←鹿儿岛中央方向新大阪方向→ |              |              |              |              |                        |              |              |
| 号車     | 号車     | 1                          | 2            | 3            | 4            | 5            | 6                      | 7            | 8            |
| 型式     | 型式     | 781型 (Mc)                 | 788型 (M1)   | 786型 (M')   | 787型 (M2)   | 787型 (M2w)  | 766型 (M'hs)           | 788型 (M1)   | 782型 (M'c)  |
| 座席     | 座席     | 普通車 3+2列               | 普通車 3+2列 | 普通車 3+2列 | 普通車 2+2列 | 普通車 2+2列 | 绿色車厢・普通車 2+2列 | 普通車 2+2列 | 普通車 2+2列 |
| 动力单元 | 动力单元 | 单元1                      | 单元1        | 单元1        | 单元1        | 单元2        | 单元2                  | 单元2        | 单元2        |

## N700系1000番台、4000番台（N700A）

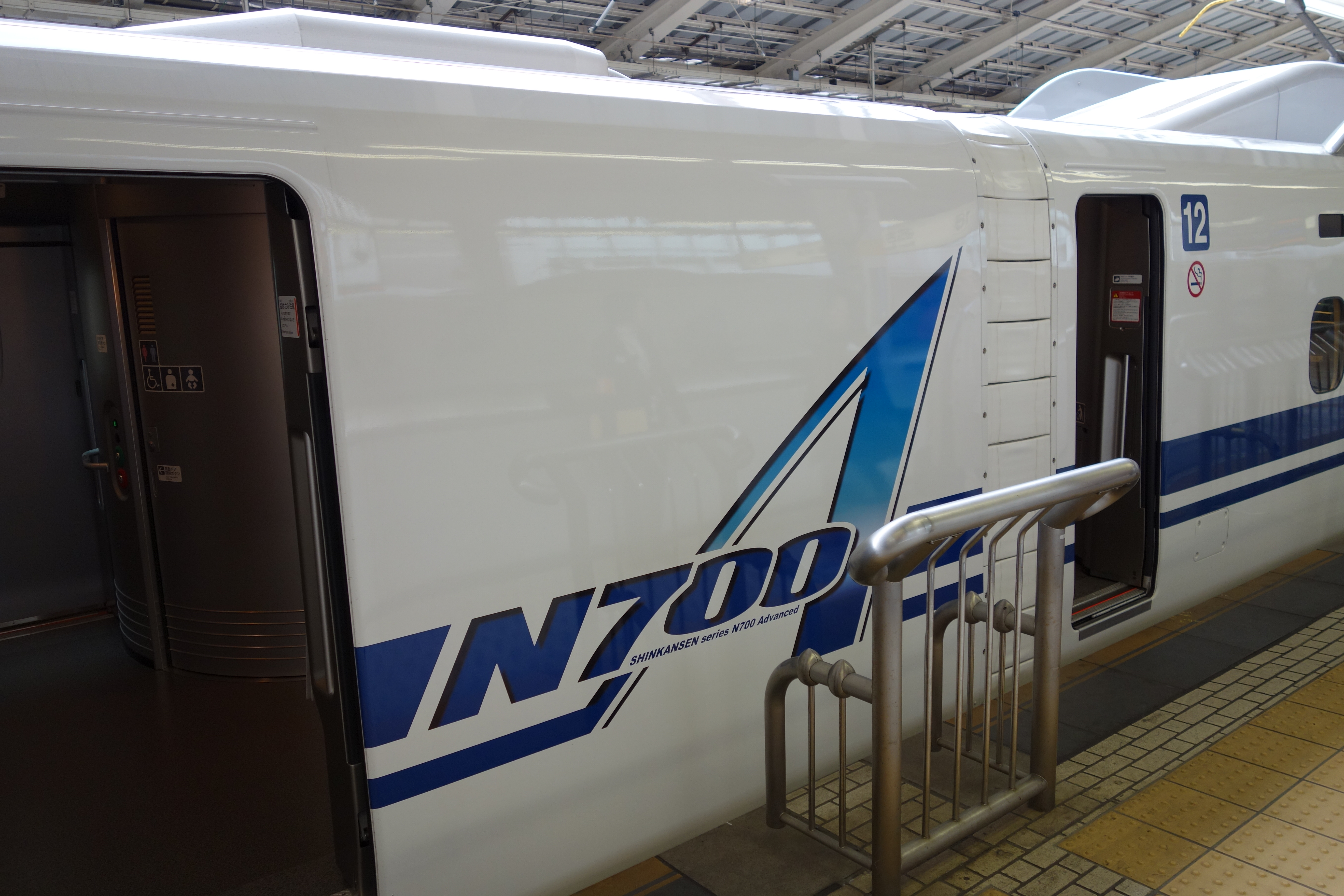
N700A

2011年5月，JR東海发布取代700系的列车的改良型的N700系：N700系1000番台（通称「N700A」、「A」是Advanced的简称），2012年8月21日第一组编组出厂并公开。以现行的N700系为基调，强化了煞车系统，增加有单独的電腦控制程式、“定速行驶装置”，在行驶途中可灵活采用来自ATC（自动列車控制裝置）系统提供的有关速度信号、行驶位置、线路信息等有关信息，程式会針對前方线路上的坡度、隧道等對列車運行所带来的影响，将速度自动调整至所设定的目标速度。据说这个功能可以在遭遇列车时刻受到干扰等意外情况时，支援列车恢复时间上的延误。车内的厕所及化妆室的照明采用节能LED灯，座位的襯墊使用100%可再利用的聚酯材料。綠色车厢和普通车厢的内部装修虽然是以N700系的设计为基础，但是更换了座位外表的花样。车身的旁边刻有Advanced的“A”图案的标志。编组符号是G。
JR東海預計於2012年（平成24年）制造6列编组，2013年（平成25年）制造7列编组的共计13列编组以計畫取代700系，預算费用是660亿日元。将于2013年2月8日投入运营。当日N700A系列车的“希望203号”、“希望208号”出发站点东京站和新大阪站上将进行首发仪式。
另外，在2012年4月，配合JR東海N700A的引入，该公司发表將所有的现行N700系全部80列编組進行改造。改造内容有强化煞车系统、增加N700A系采用的“定速行驶装置”、以及采用节能的LED灯等。自2013年起3年间各编組的整体检查时陸續进行改造，預算费用约230亿日元。在完成改造之後，使該類车辆性能一致性成为可能，對於维修及运用上花费金额的節省有益处。另外，JR西日本将S1编组改造煞车系统。之后，JR西日本也在2013年12月份投入N700A（N700系4000番台）1列编组，2015、2016年度各投入4列編組，并且现有的3000番台全部16列编组也将进行改造。
改造完成後的車輛會在原有車身標誌的右下角加上一個較小的「A」字樣以作區別。也因此有「N700小A（スモールA）」、「N700系改」等暱稱。

## N700系6000番台
2024年2月14日，JR西日本宣布將4列N700系16卡列車改為8卡列車，取代6列500系其中4列，預計2026年完成，編定6000番台P編成
2026至2029年改造多10列，陸續取代500系，700系7000番台(E編成)

改造原K編成第1，2，3，8，9，10，11，16號車，最高速度285KM/H，行駛山陽新幹線回聲號

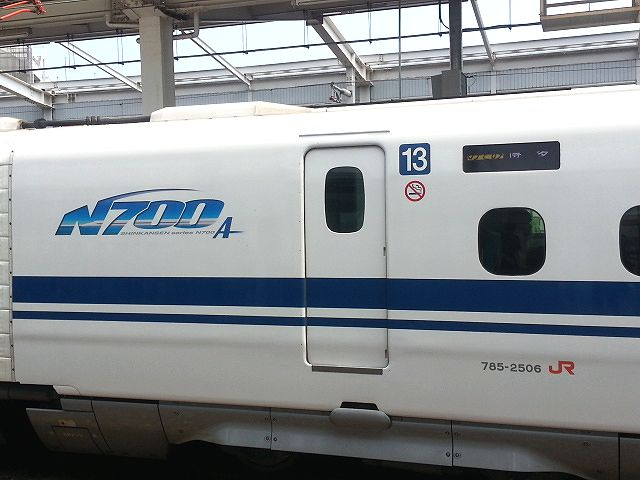
N700系改裝車的標誌

## 歷史
- 2002年7月：新幹線700N開發計劃確定。
- 2003年
  - 6月27日：發表規格並確定新列車將命名為「N700」。
  - 7月：JR東海下單訂購一輛測試用的預產車。
- 2005年
  - 3月4日：一列由JR東海訂購、日立製作所承造、只有車頭與三節車廂的預產車（Z0編組）首度出廠，並且在3月10日時進入濱松與靜岡間的東海道新幹線主線進行首度試車。
  - 7月24日：第一列完整16車編組（Z1編組）的N700出廠，由新大阪站進入東海道新幹線主線，進行新大阪 - 東京間的約553公里長路線的全區間試車。擔任希望号班次的N700系列车彩色LED顯示器

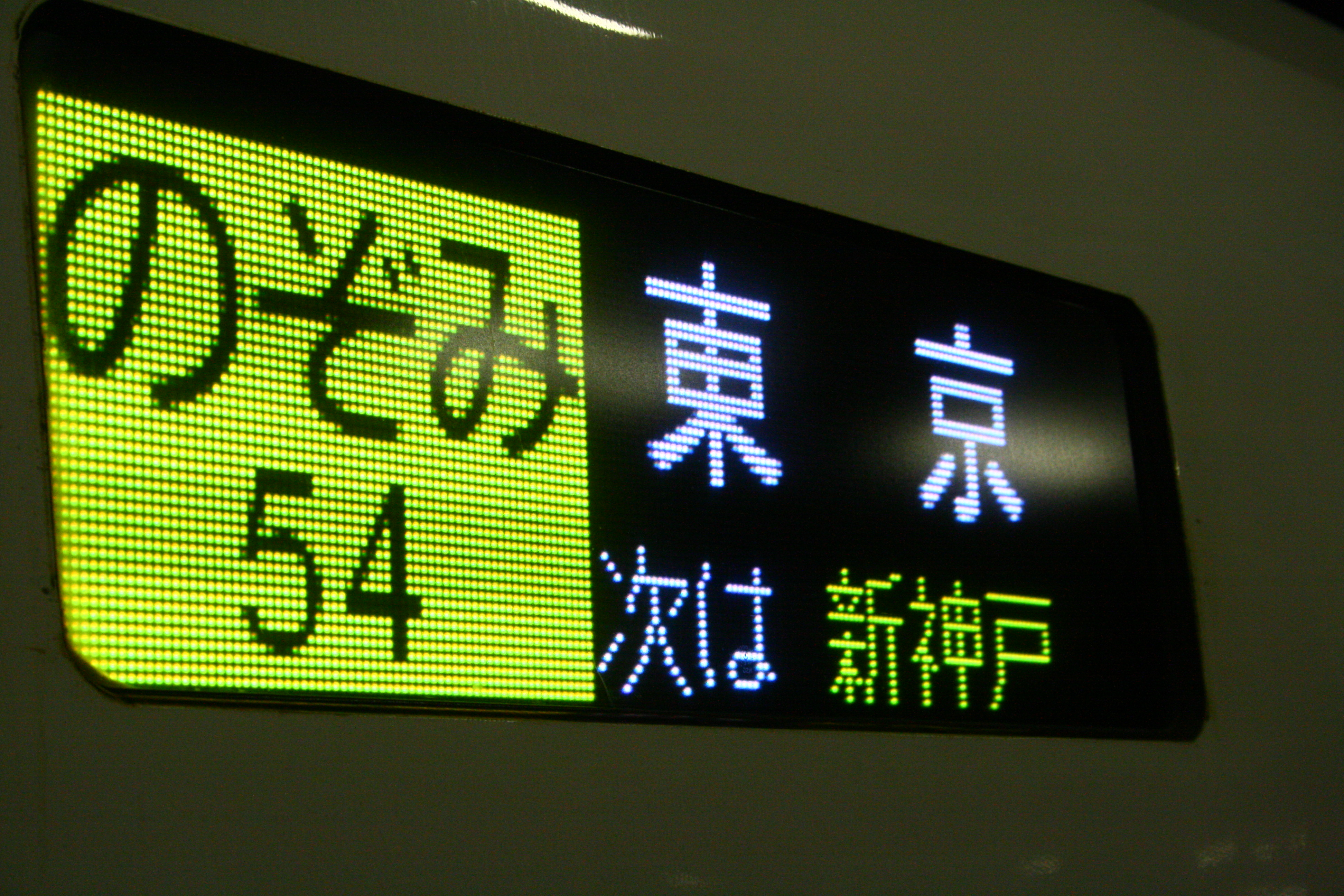
擔任希望号班次的N700系列车彩色LED顯示器

- 2007年7月1日：首8組列車開始載客，行駛於東京 - 新大阪 - 博多間。行走4對上下行「希望號」車次。
- 2008年
  - 3月15日：開始行走上下行「光號」車次。
  - 10月21日：JR西日本預定訂購的山陽、九州新幹線直通運行用（8輛編組）預產車首度出廠進行試車。
- 2009年11月16日：JR東海在名古屋舉行「高速鐵路研討會」。當天深夜，使用Z0編組列車在東海道新幹線（米原→京都下行區間）試驗運行，創下最高試驗時速332km/h。參與試驗還有美、英等6個國家之使節人員。
- 2011年
  - 3月12日：九州新幹線（博多－新八代間路段）開業。山陽、九州新幹線直通運轉（採8輛編組）。同日起光號鐵路之星正式減班。
  - 8月31日：「光號鐵路之星」改成「光號」並改由N700系7000番台行駛，700系7000番台E編組大量轉用於「回聲」號，同時100系P編組正式停用並報廢。
  - 5月：JR東海發布取代700系的列車的改良型的N700系：N700系1000番台（通稱「N700A」、「A」是Advanced的簡稱），
- 2012年8月21日：N700A第一組編組出廠並公開。
- 2016年6月：JR東海正式發布N700S之研發及啟用計畫。[6]
- 2019年2月6日：量產先行試作車X0編組廢車回送至濱松工場。
- 2020年7月1日：N700S於東海道新幹線首航，並有19列(不包含確認試驗車J0編組)同款列車將於同年內投入服務，N700S投入營運後，既有的改造N700A(X編組、K編組)陸續廢車，未來，東海道、山陽新幹線將以新製造N700A(G編組、F編組)及N700S(J編組)為主力車種[7]。
- 2021年6月：因行動電話普及率高，JR集團各公司拆除所有新幹線列車上的公用電話[8]。
- 2024年2月14日，JR西日本宣布將4列N700系16卡列車改為8卡列車，取代6列500系其中4列，預計2026年完成，編定6000番台P編成

## 列車图片

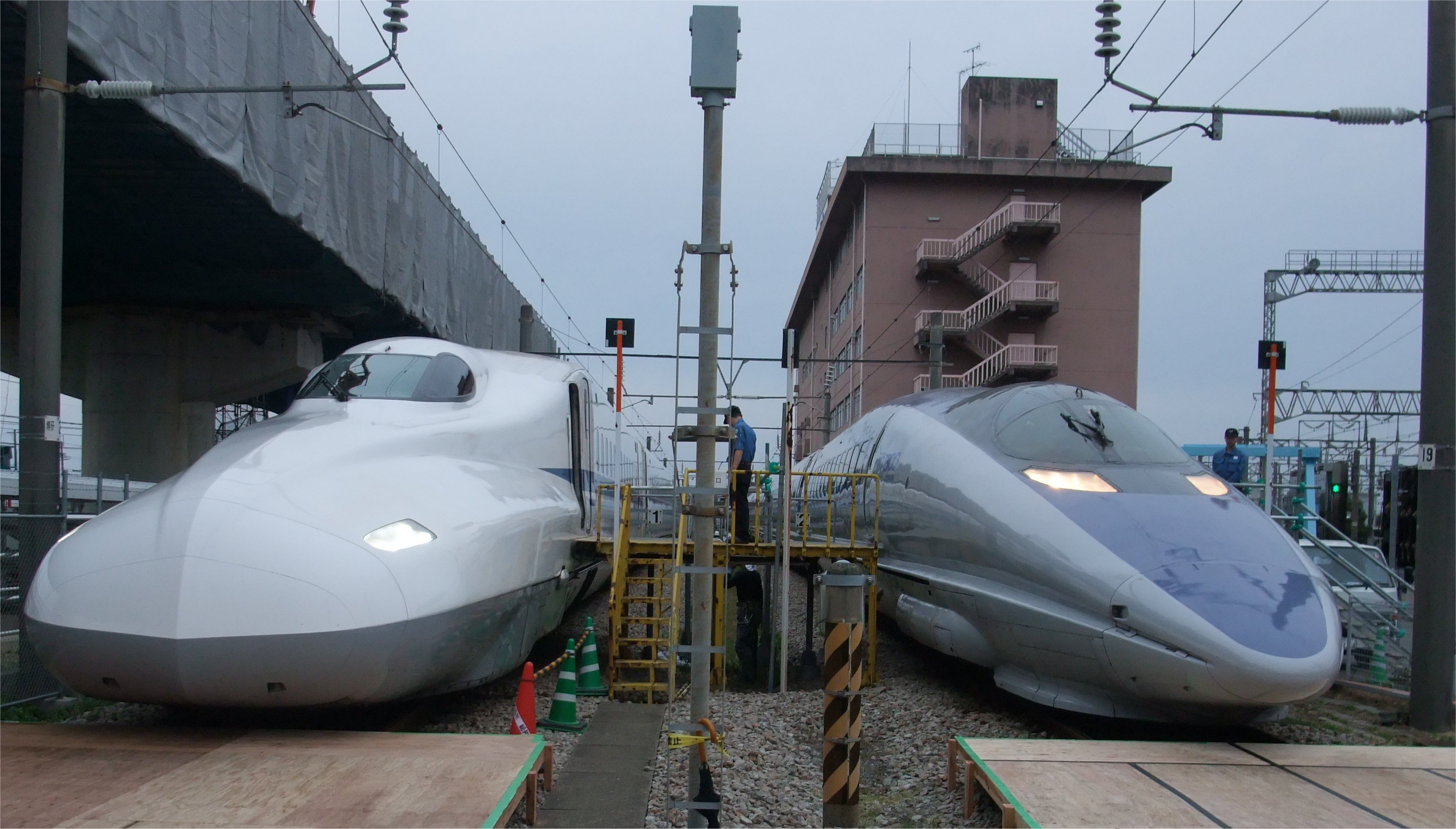
N700系與500系
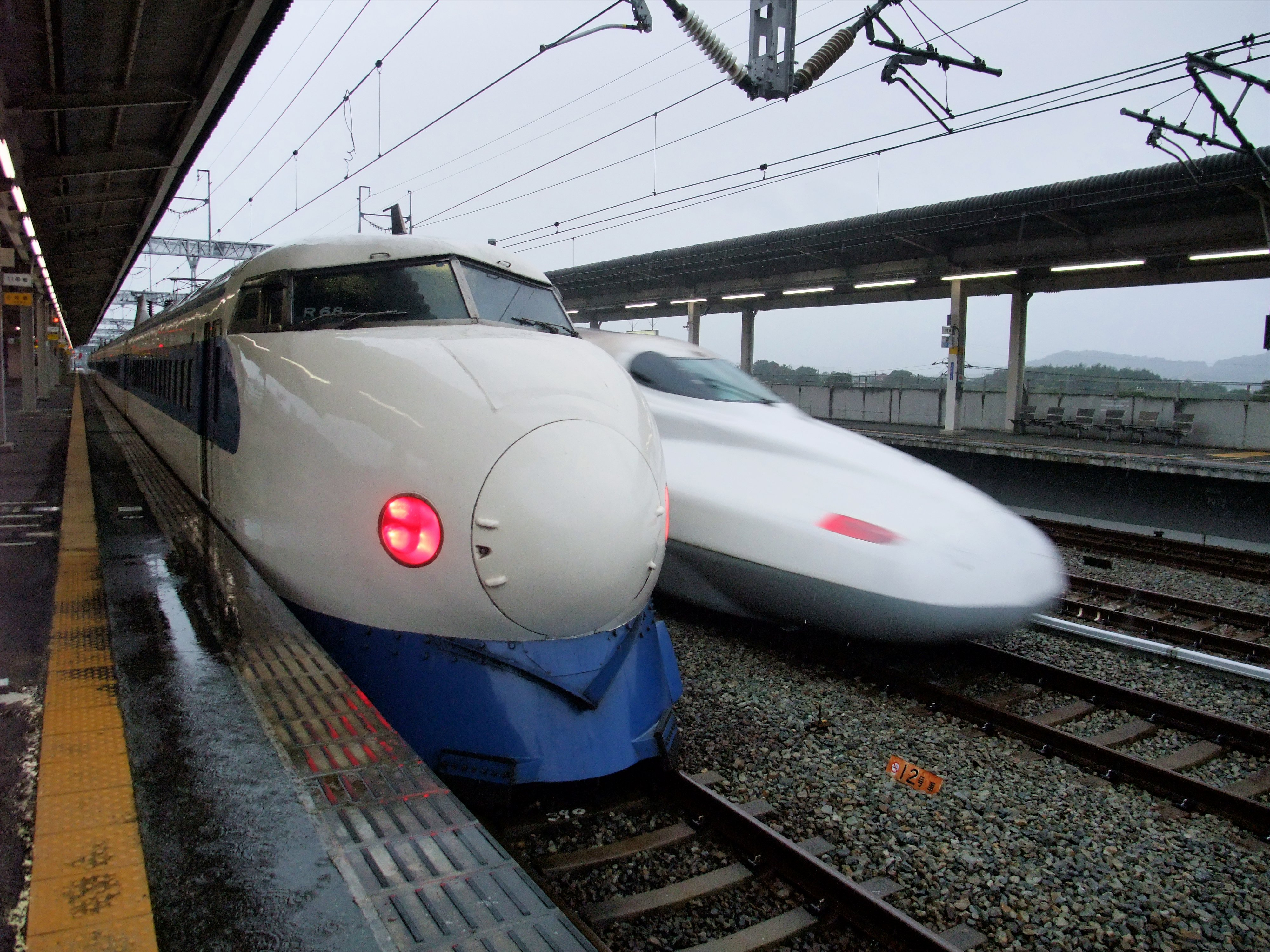
N700系與已退出运营的0系（東廣島站）
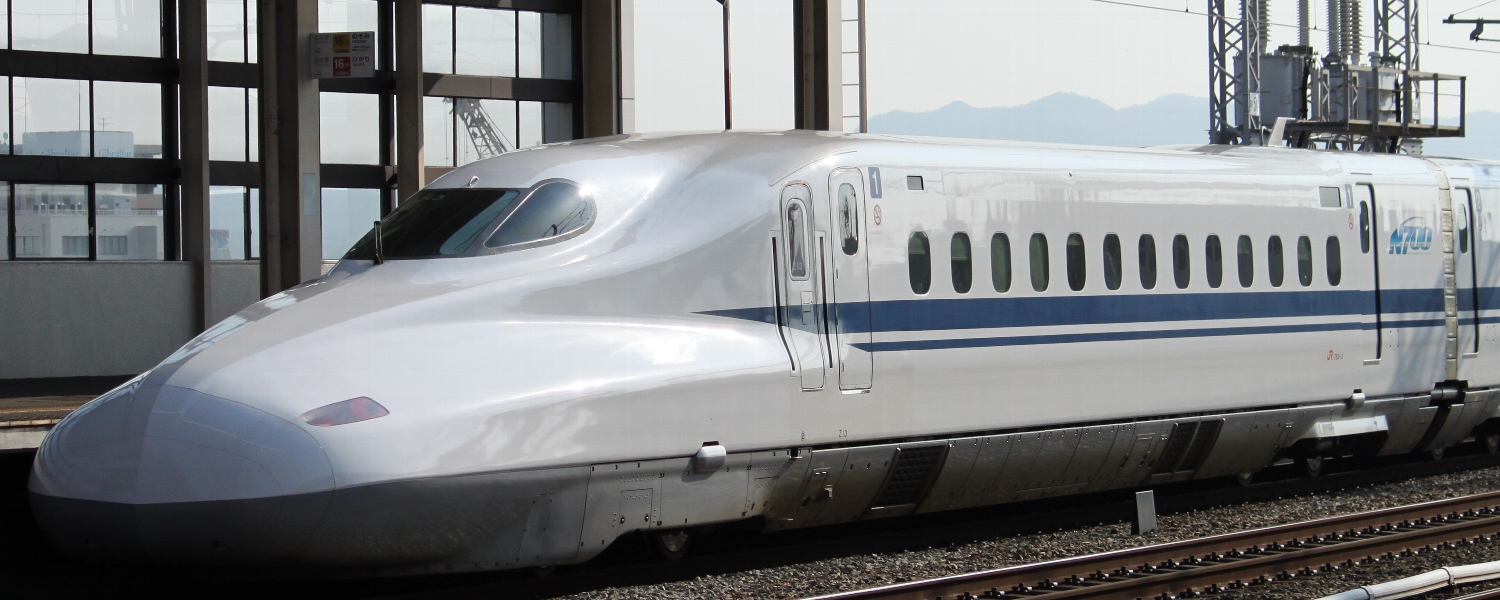
783型（783-13），姬路站拍摄
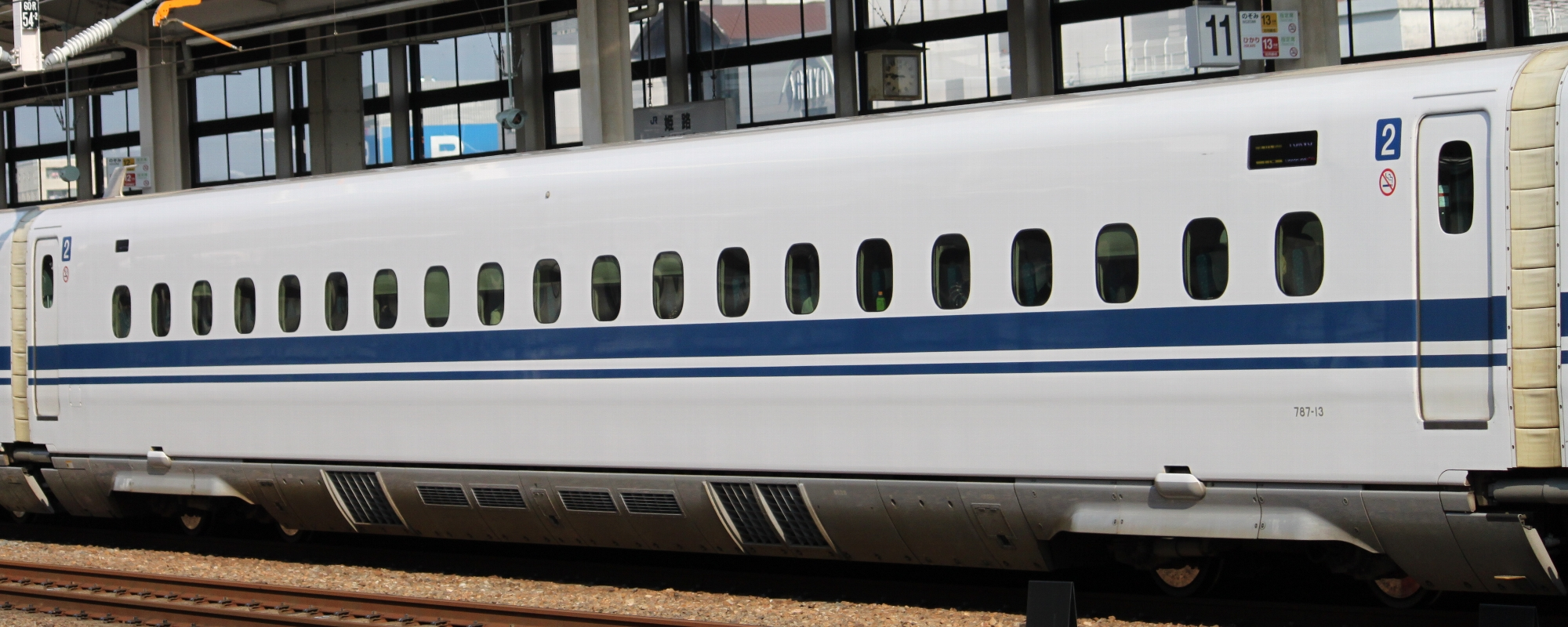
787型0番台（787-13），姬路站拍摄
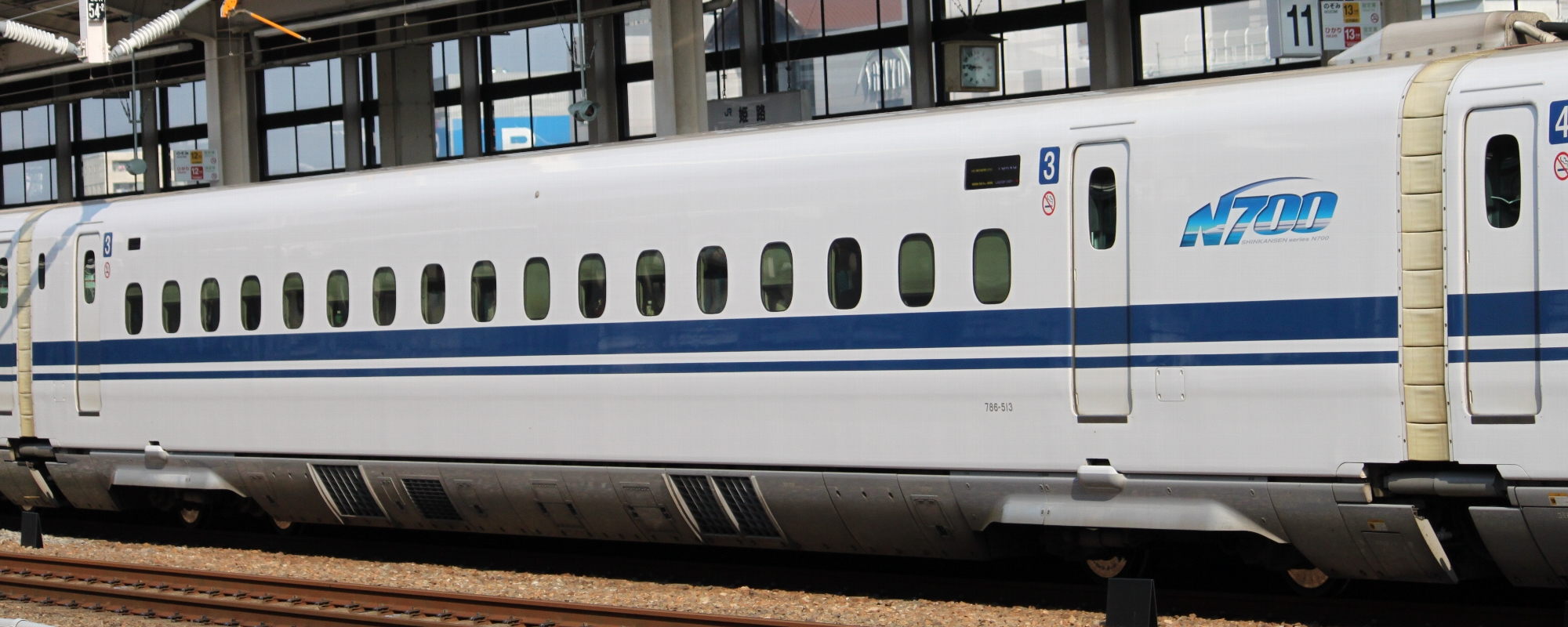
786型500番台（786-513），姬路站拍摄
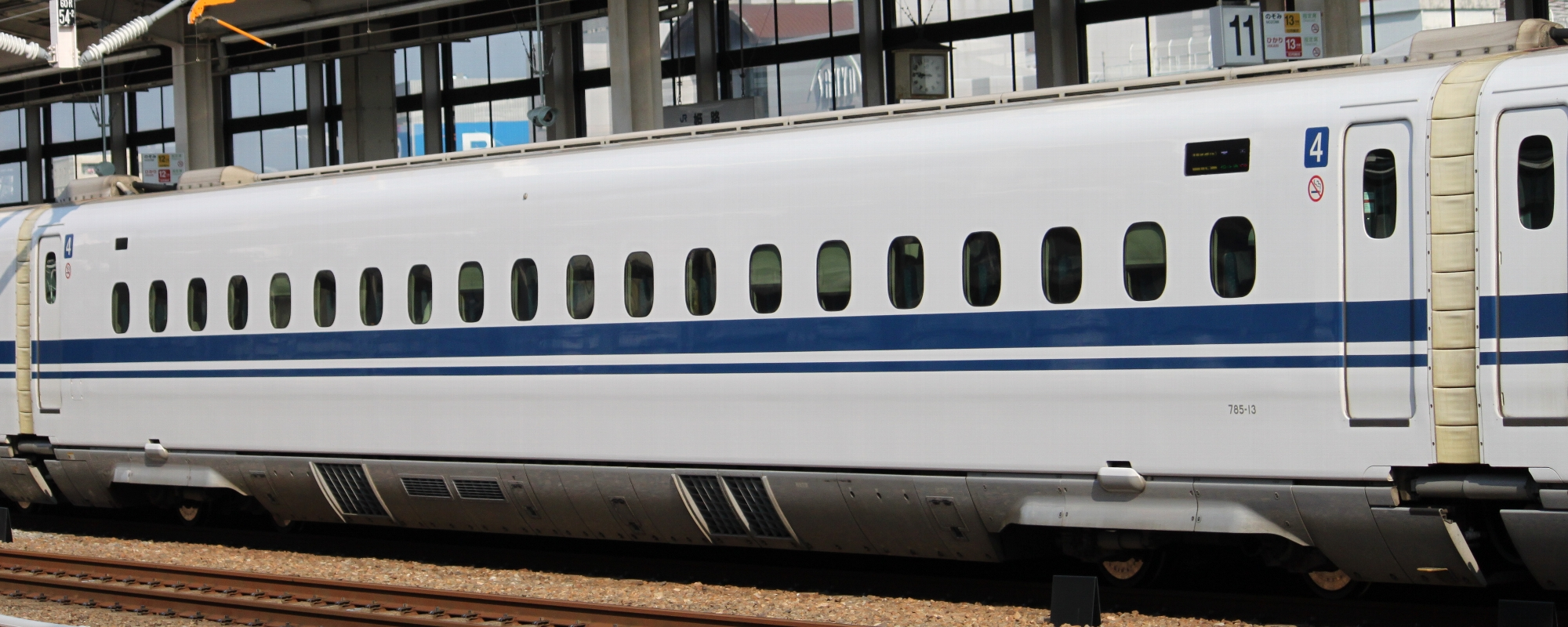
785型0番台（785-13），姬路站拍摄
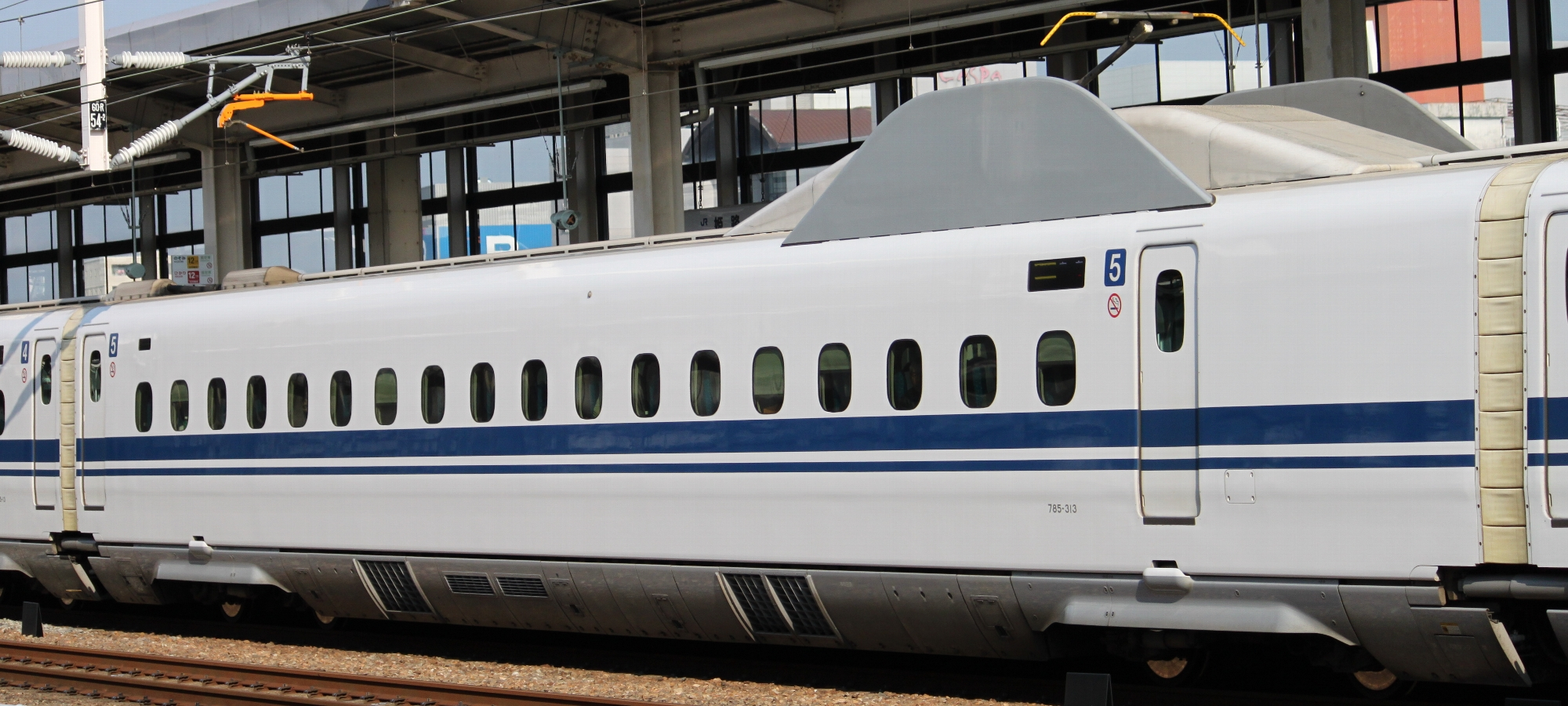
785型300番（785-313），姬路站拍摄
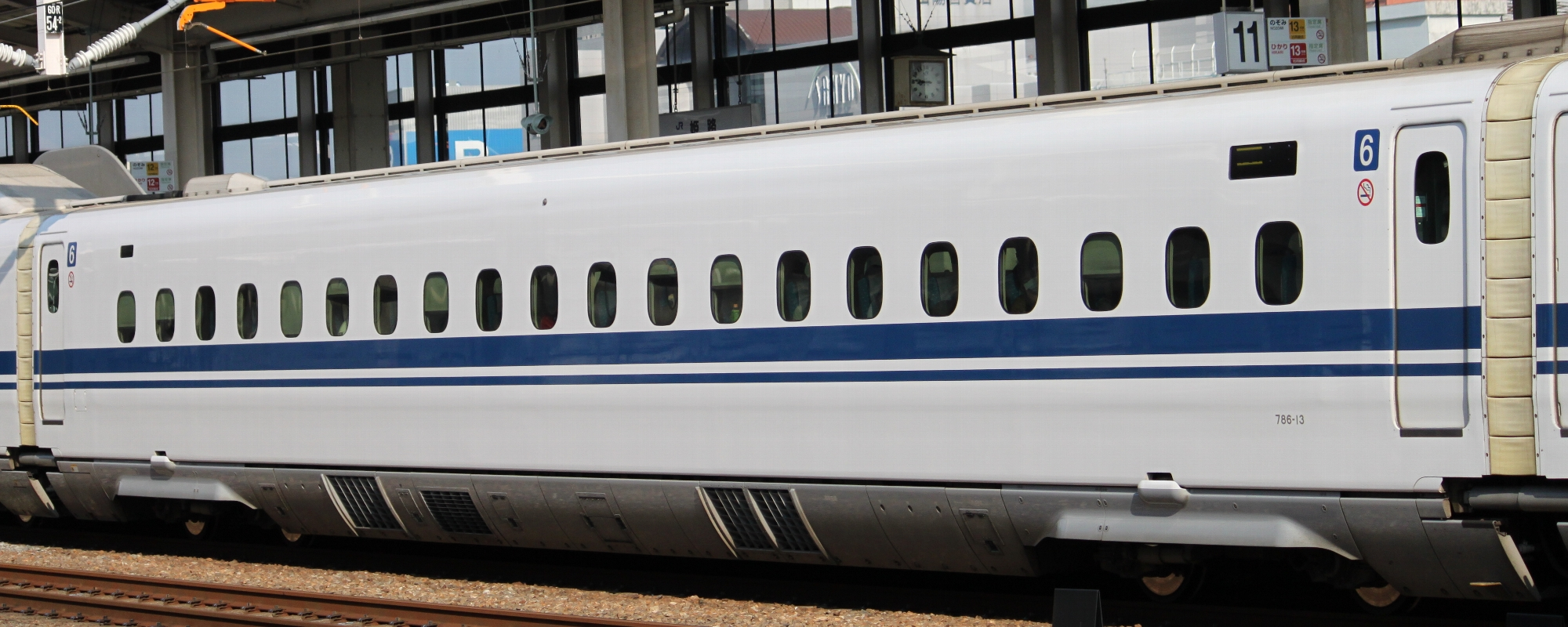
786型0番台（786-13），姬路站拍摄
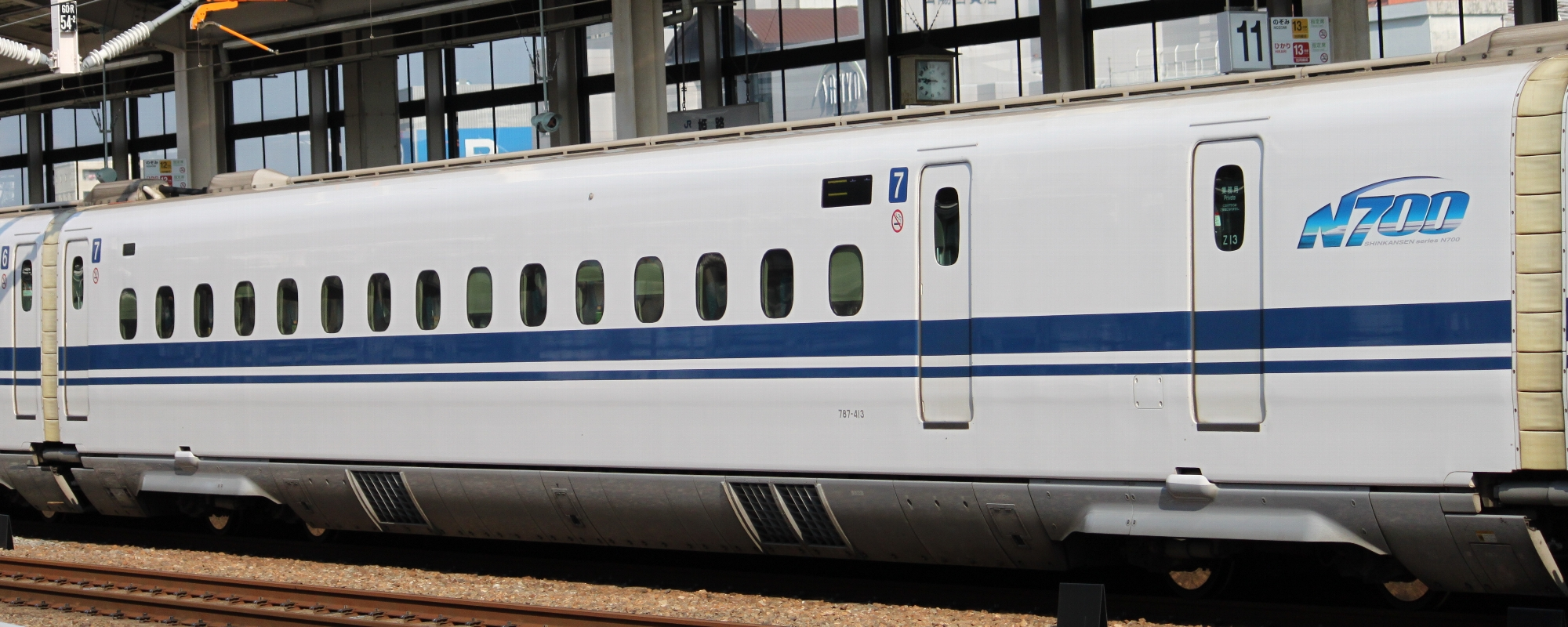
787型400番台（787-413），姬路站拍摄
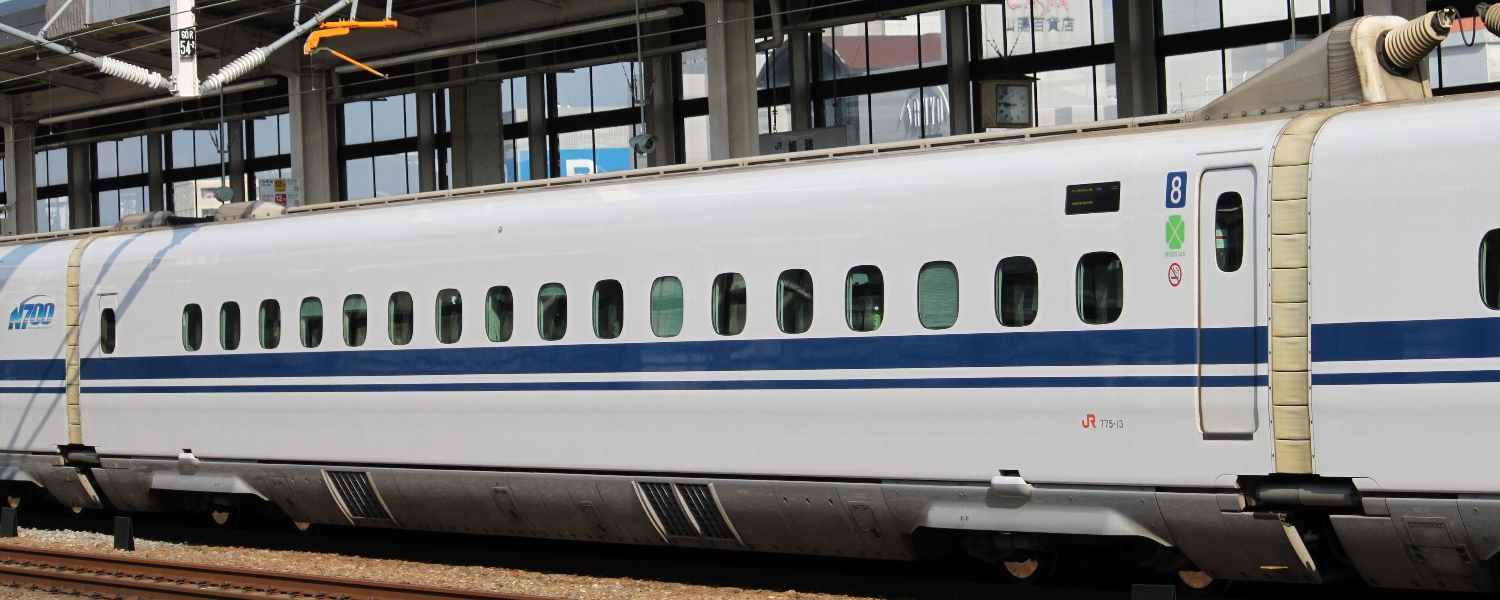
775型（775-13），姬路站拍摄
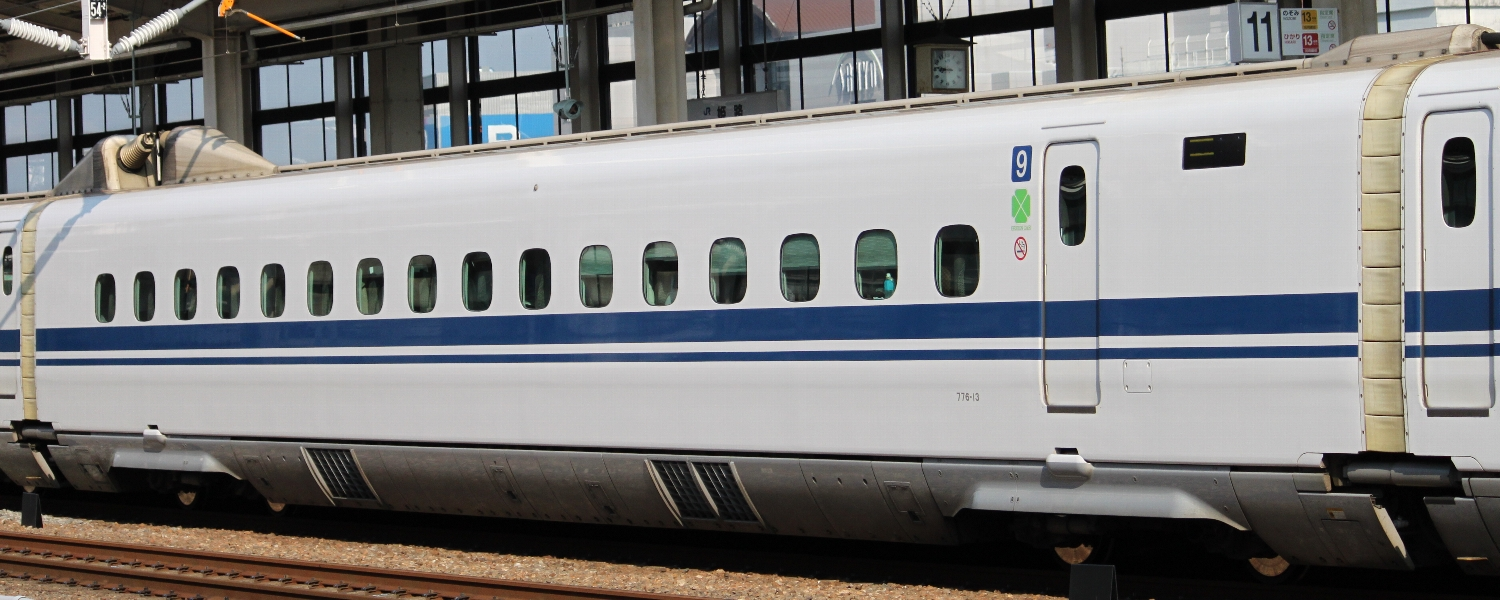
776型（776-13），姬路站拍摄
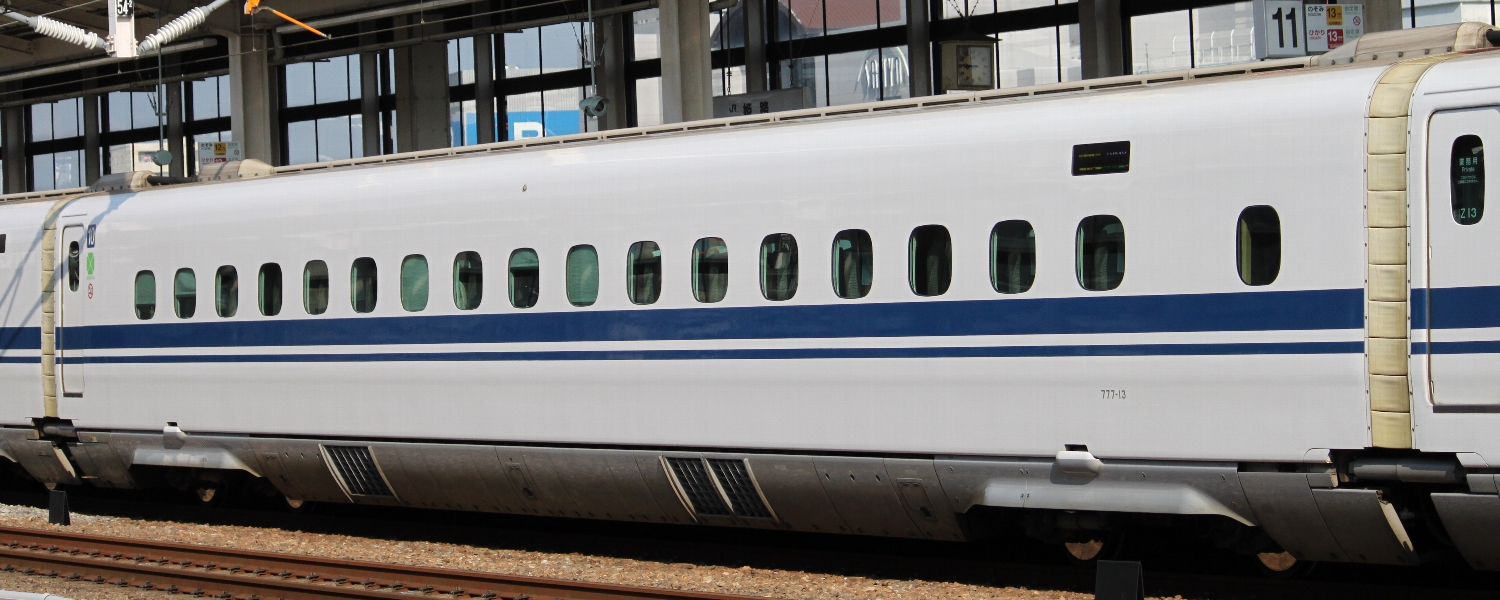
777型（777-13），姬路站拍摄
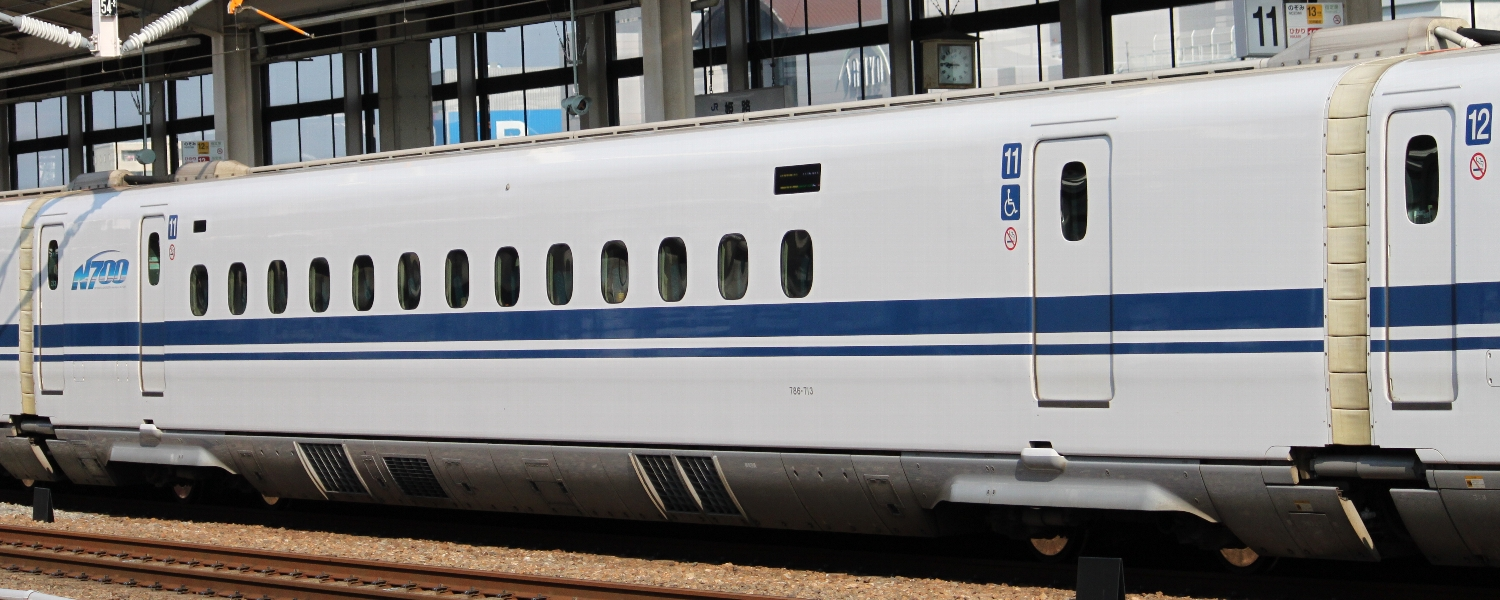
786型700番台（786-713），姬路站拍摄
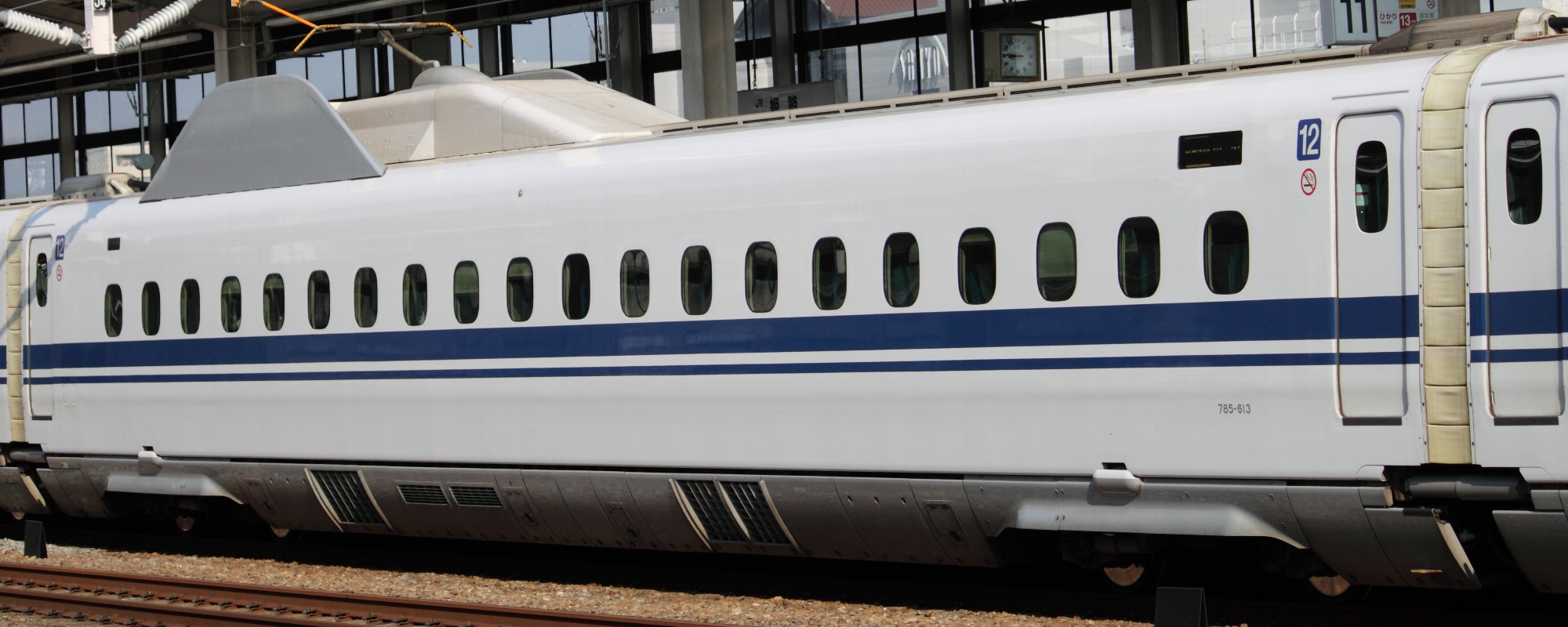
785型600番台（785-613），姬路站拍摄
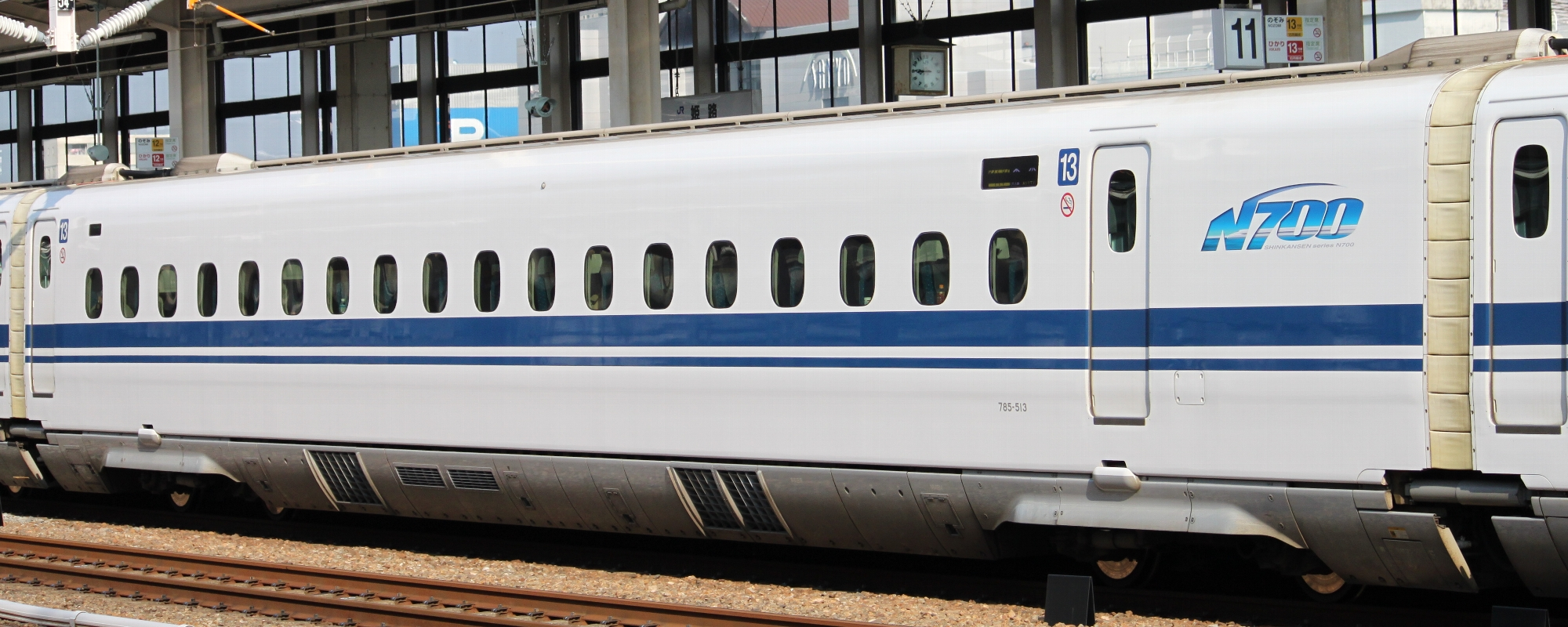
785型500番台（785-513），姬路站拍摄

## 車厢內裝
普通车厢

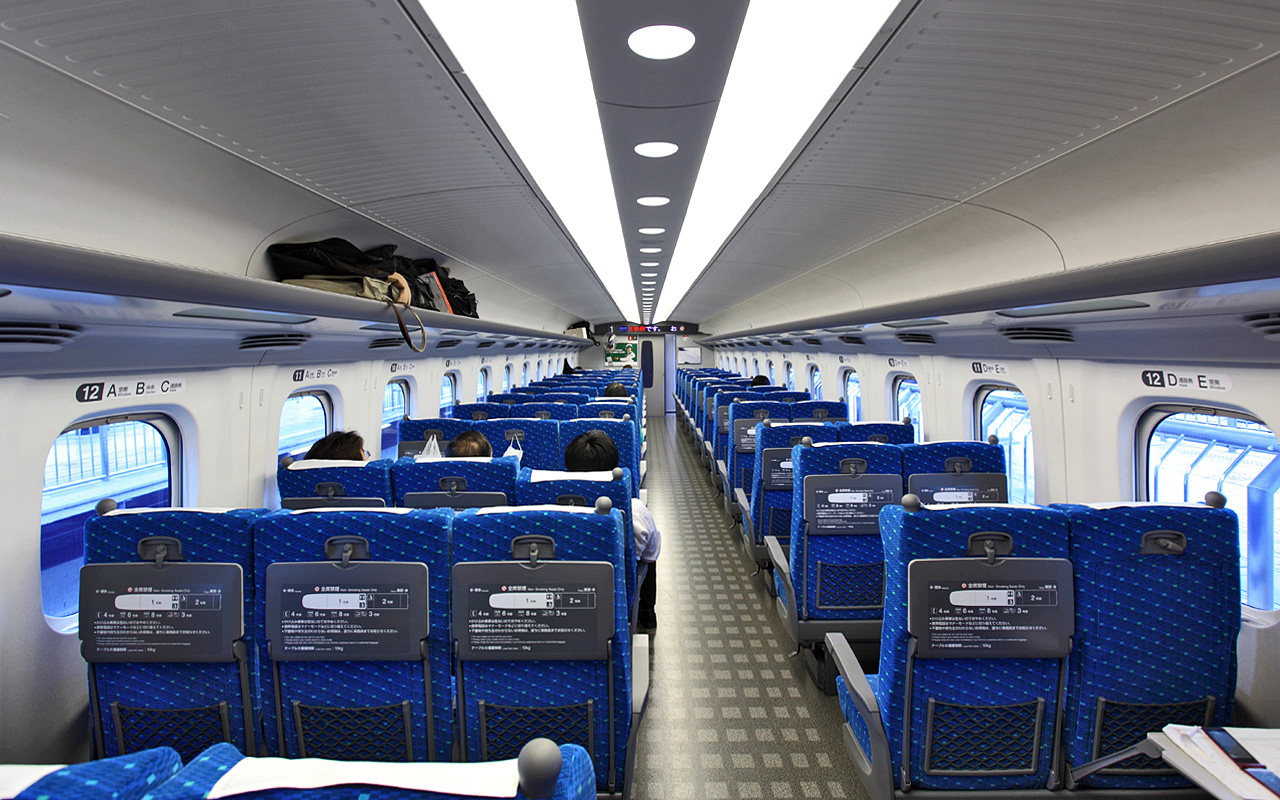
普通車 室内
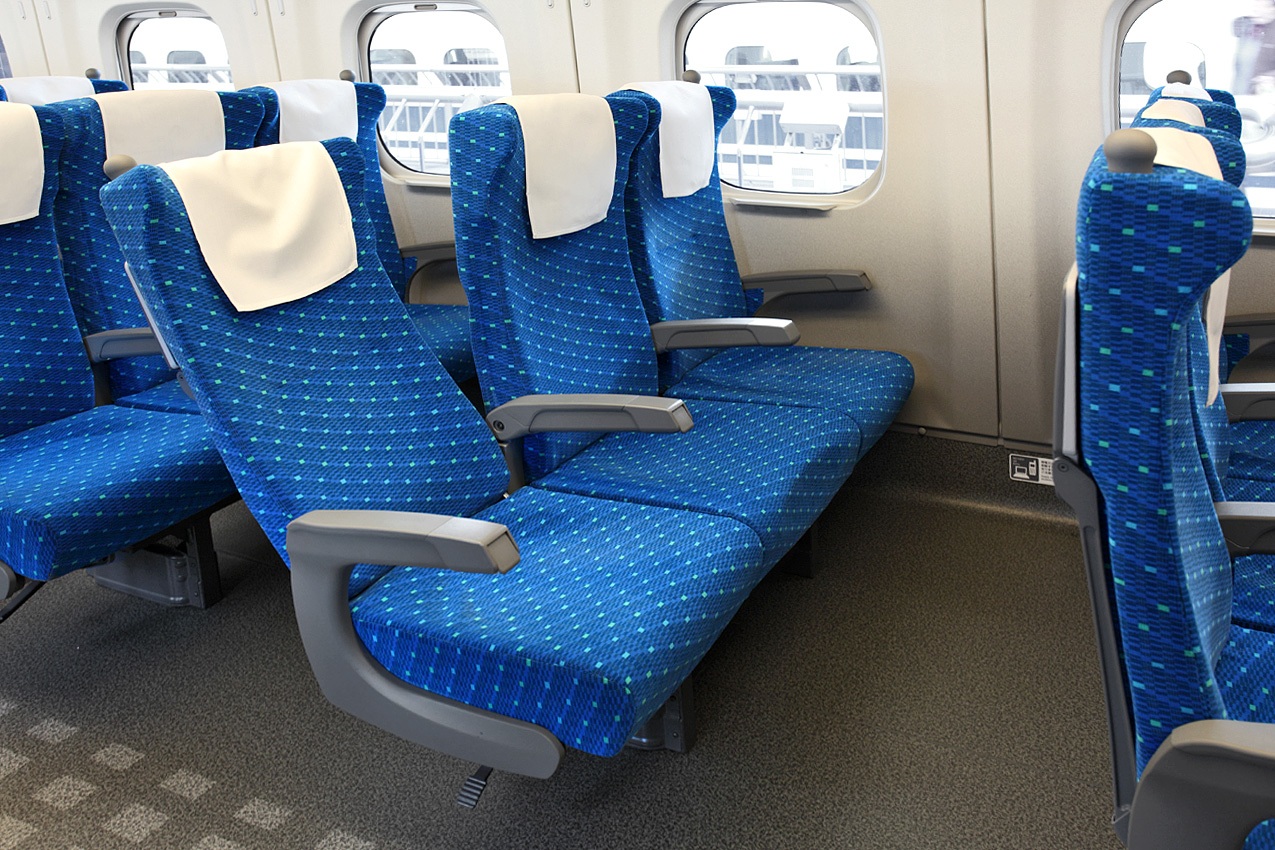
普通車 3人座席
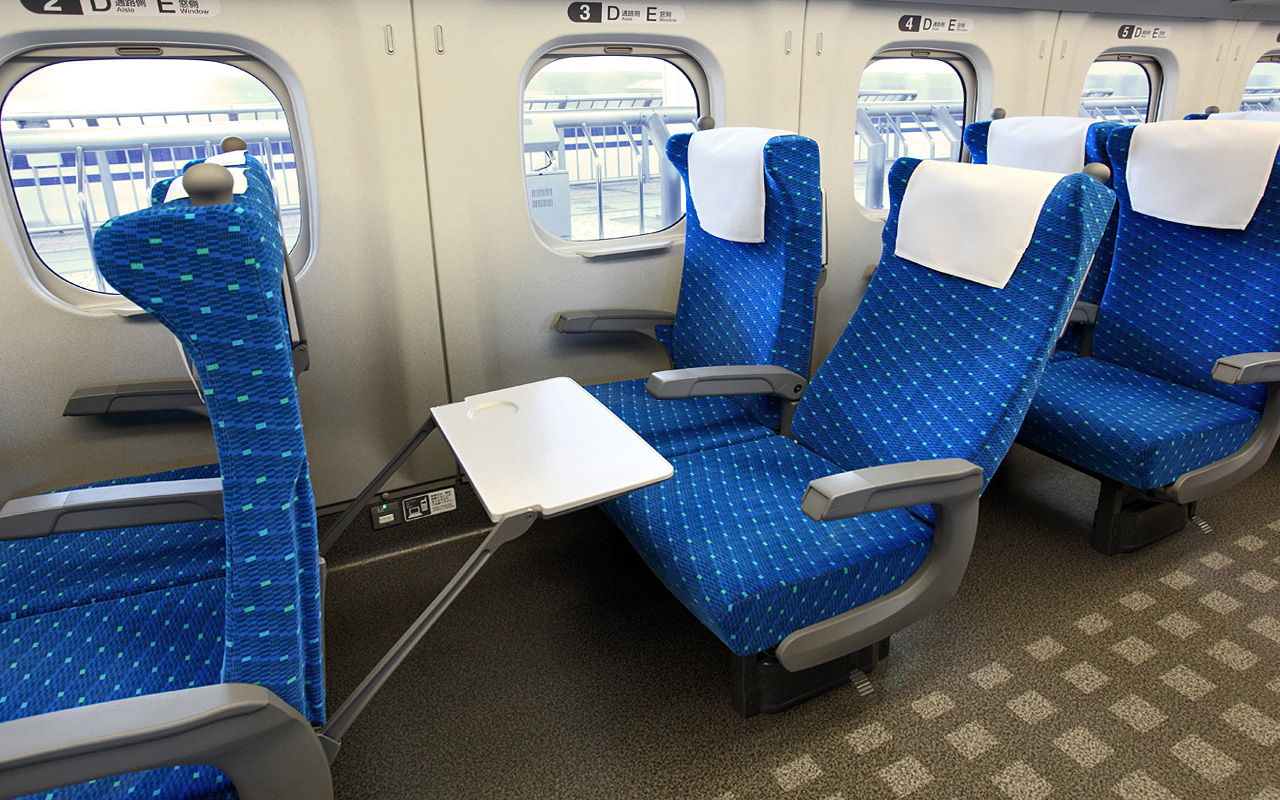
普通車 2人座席
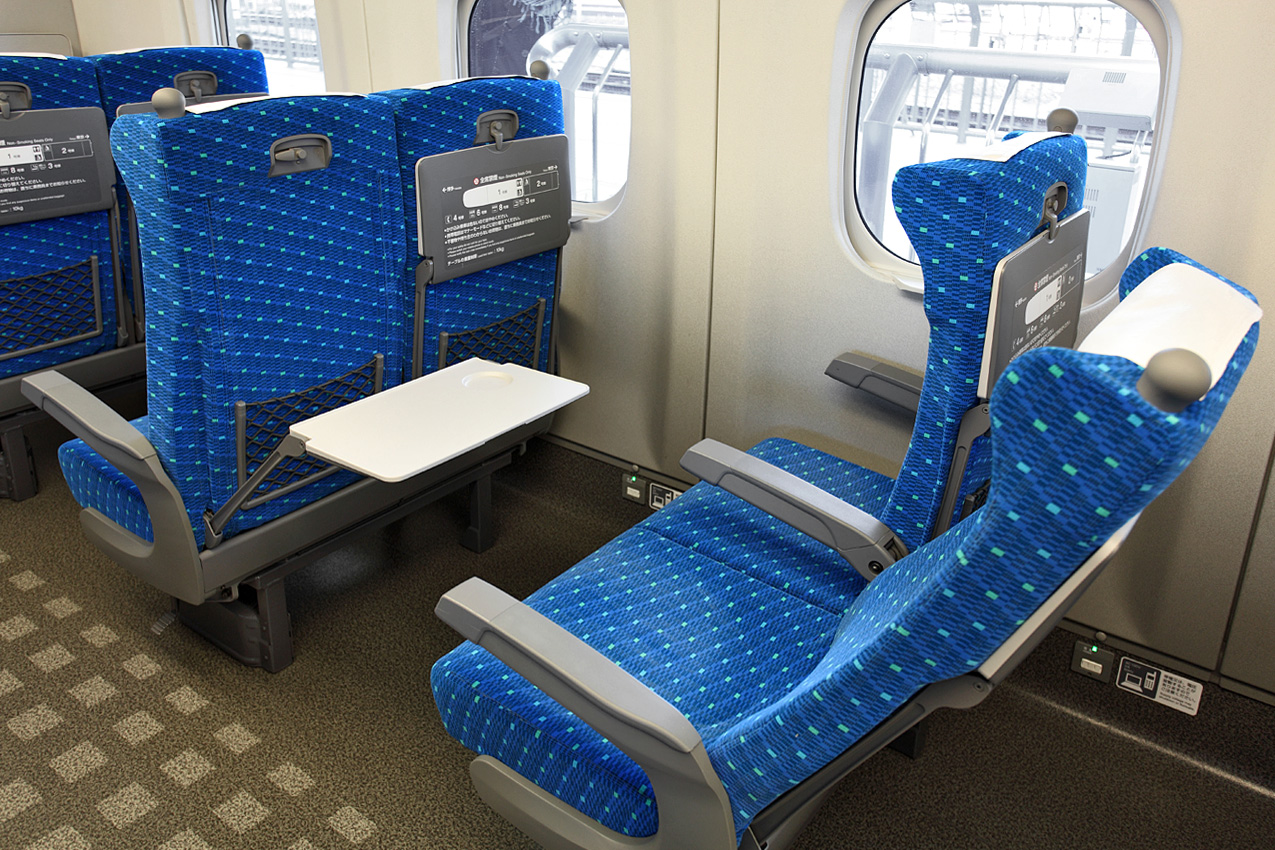
普通車 2人座席

绿色车厢

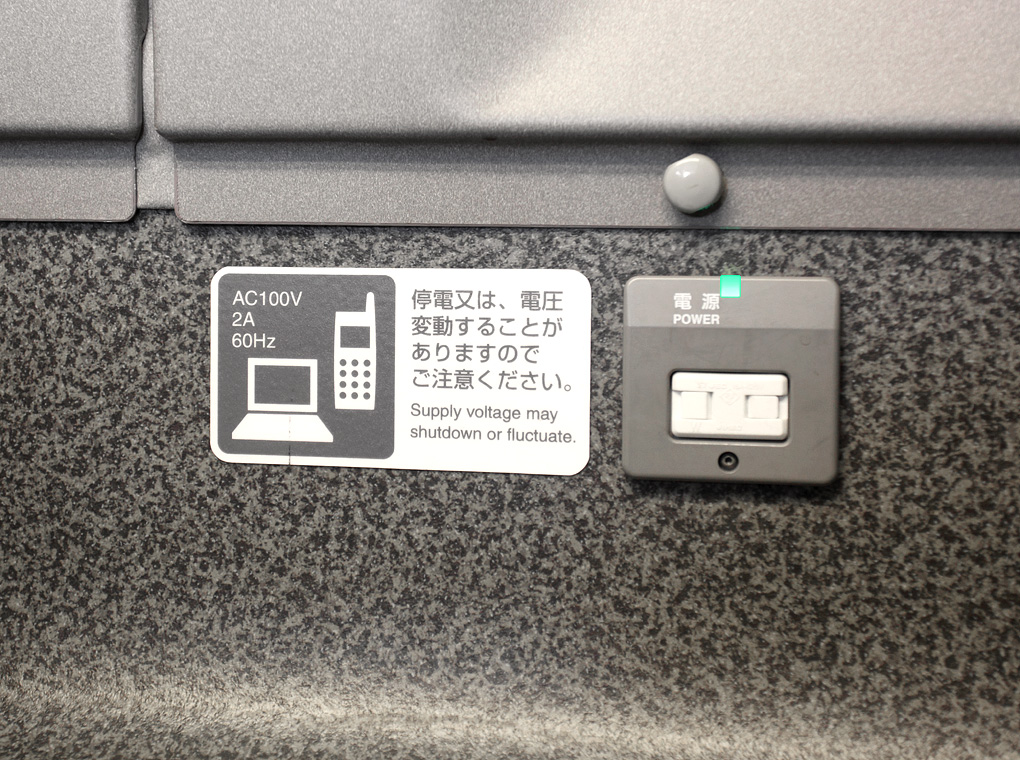
N700系的电源插座
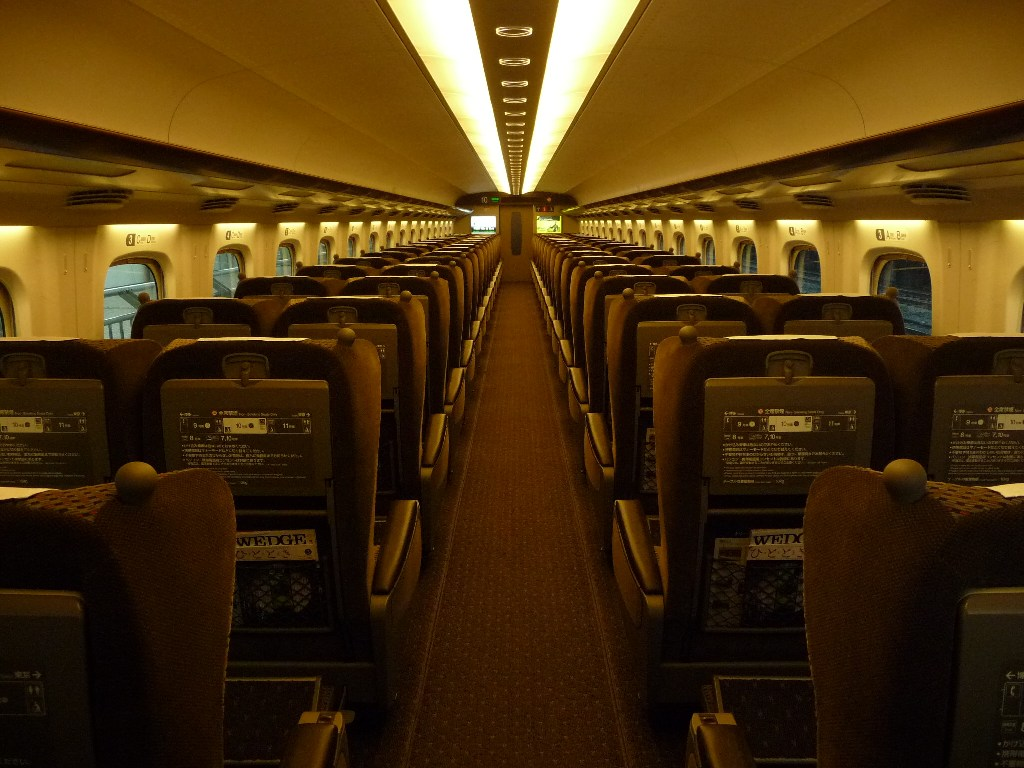
绿色車廂 室内
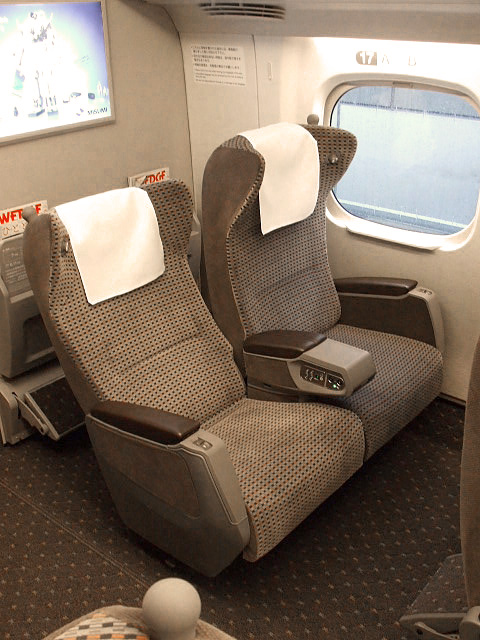
绿色車廂 2人头等座席

## 後繼車輛計畫（N700S）

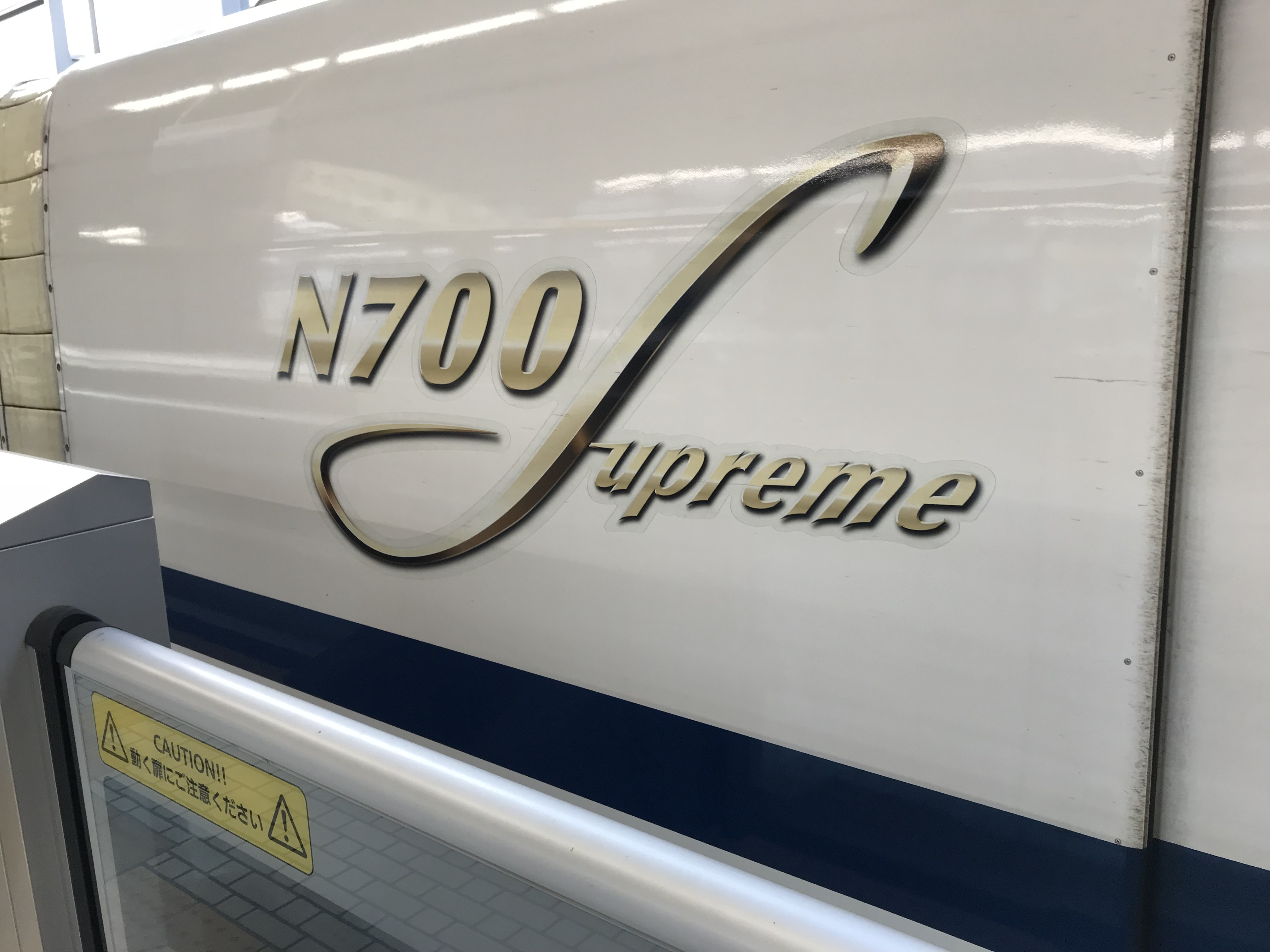
N700S的標誌

2016年6月24日，JR東海發佈N700S系之硏發及運營計劃，宣布製造東海道新幹線新一代列車之試驗列車（量產先行車），是爲N700S系。與名稱相似的N700A系不同，N700A系爲N700系的改良型列車；而N700S則是N700系面世13年以來，首次有全面的形式變更（Full Model Change），並不屬於N700系之中，而是N700系次世代的全新型號系列。N700S專注在輕量化與節能省電，車廂重量減輕了13公噸，能源消耗降低了7%，拜輕量化所賜車廂安裝了鋰離子電池，在緊急狀況下提供電力。N700S系於2020年7月1日在東海道新幹線首航，專注在外銷市場的N700S在同年登場。
2027年，N700S12節列車，營運。

### 書籍
- . 鉄道ファン (交友社). 2015-05-21, (651號（2015年7月號）) （日语）.

## 外部連結
- （日語）新幹線N700系（JR東海） （页面存档备份，存于）
- のぞみ N700系：JRおでかけネット （页面存档备份，存于） - 西日本旅客鉄道 JRおでかけネット
- N700系 新干线 （页面存档备份，存于） - 九州旅客铁道
- （日語）日本車輛 （页面存档备份，存于）
- （日語）近畿車輛